# Bahnstrecke Neustadt–Wissembourg
| |                                                                      |                                                       |                                                       |
| Streckennummer (DB): | 3433 (Neustadt–Bundesgrenze)                                         |                                                       |                                                       |
| Kursbuchstrecke (DB): | 676 (Neustadt–Winden, seit 1994) 679 (Winden–Wissembourg, seit 1997) |                                                       |                                                       |
| Kursbuchstrecke: | 282 (Neustadt (Haardt) Hbf – Kapsweyer 1946)                         |                                                       |                                                       |
| Streckenlänge: | 46,9 km                                                              |                                                       |                                                       |
| Spurweite: | 1435 mm (Normalspur)                                                 |                                                       |                                                       |
| Streckengeschwindigkeit: | 160 km/h (mit Neigetechnik) 140 km/h                                 |                                                       |                                                       |
| Zweigleisigkeit: | Neustadt (Weinstr) Hbf–Winden (Pfalz)                                |                                                       |                                                       |
| |                                                                      |                                                       |                                                       |
| \| \| \| Hauptstrecke von Saarbrücken \| \| \| \| 0,020 \| Neustadt (Weinstr) Hbf \| Neustadt (Weinstr) Hbf \| \| \| \| B 39 \| \| \| \| \| Hauptstrecke nach Mannheim \| \| \| \| 1,839 \| Neustadt (Weinstr) Süd \| Neustadt (Weinstr) Süd \| \| \| \| B 39 \| \| \| \| 5,889 \| Maikammer-Kirrweiler \| Maikammer-Kirrweiler \| \| \| \| Kropsbach \| \| \| \| 7,998 \| Edenkoben Gillet (Awanst) \| Edenkoben Gillet (Awanst) \| \| \| \| Edenkoben Arcelor Mittal (Bft) \| \| \| \| \| Triefenbach \| \| \| \| 8,467 \| Edenkoben (nur am Gleis Richtung Norden) \| Edenkoben (nur am Gleis Richtung Norden) \| \| \| 8,468 \| Edenkoben (nur am Gleis Richtung Süden) \| Edenkoben (nur am Gleis Richtung Süden) \| \| \| \| Modenbach \| \| \| \| 10,560 \| Edesheim (Pfalz) \| Edesheim (Pfalz) \| \| \| 13,697 \| Knöringen-Essingen \| Knöringen-Essingen \| \| \| \| Hainbach \| \| \| \| 15,880 \| Hartwiesen \| Hartwiesen \| \| \| \| Verbindungskurve nach Dammheim \| \| \| \| \| B 10 \| \| \| \| \| \| \| \| \| \| Strecke von Germersheim (Industriestammgleis) \| \| \| \| \| K 5 \| \| \| \| \| \| \| \| \| \| Queich \| \| \| \| 18,431 \| Landau (Pfalz) Hbf \| 141 m \| \| \| \| L 509 \| \| \| \| \| \| \| \| \| 19,000 \| Bahnbetriebswerk Landau (1921–1993) \| Bahnbetriebswerk Landau (1921–1993) \| \| \| \| \| \| \| \| 19,300 \| Queichtalbahn nach Pirmasens \| Queichtalbahn nach Pirmasens \| \| \| \| Birnbach \| \| \| \| 20,000 \| Awanst Ebenberg \| Awanst Ebenberg \| \| \| \| ehem. Strecke nach Herxheim \| \| \| \| \| B 38 \| \| \| \| 23,783 \| Insheim \| Insheim \| \| \| 26,164 \| Rohrbach (Pfalz) \| Rohrbach (Pfalz) \| \| \| \| ehem. Klingbachtalbahn nach Klingenmünster \| \| \| \| \| Klingbach \| \| \| \| 28,176 \| Steinweiler \| Steinweiler \| \| \| 29,500 \| ehem. Direktionsgrenze Mainz/Karlsruhe (1937–1945) \| ehem. Direktionsgrenze Mainz/Karlsruhe (1937–1945) \| \| \| \| Erlenbach \| \| \| \| \| Kurbadlinie von Bad Bergzabern \| \| \| \| \| B 427 \| \| \| \| 31,077 \| Winden (Pfalz) \| 140 m \| \| \| \| Strecke nach Karlsruhe \| \| \| \| \| Otterbach \| \| \| \| 35,500 \| ehem. Strecke nach Dörrenbach/Winzental/Westwall \| ehem. Strecke nach Dörrenbach/Winzental/Westwall \| \| \| 36,300 \| Schaidt (Pfalz) \| 147 m \| \| \| 37,368 \| Schaidt (zeitweise Schaidt-Steinfeld) \| 145 m \| \| \| 39,750 \| Steinfeld (Pfalz) \| 141 m \| \| \| 41,203 \| Kapsweyer \| 144 m \| \| \| 43,000 \| Schweighofen \| 148 m \| \| \| 44,61860,028 \| Lauter, Staatsgrenze Deutschland/Frankreich \| Lauter, Staatsgrenze Deutschland/Frankreich \| \| \| \| Weißenburg Ost (Abzw) \| \| \| \| \| Strecke von Strasbourg, ehem. Strecke von Lauterbourg \| \| \| \| \| Departementsstraße 263 \| \| \| \| 57,667 \| Wissembourg (1871–1919, 1942–1945 Weißenburg) \| 157 m \| |                                                                      |                                                       |                                                       |
| Strecke |                                                                      | Hauptstrecke von Saarbrücken                          | Hauptstrecke von Saarbrücken                          |
| Bahnhof | 0,020                                                                | Neustadt (Weinstr) Hbf                                | Neustadt (Weinstr) Hbf                                |
| Brücke |                                                                      | B 39                                                  | B 39                                                  |
| Abzweig geradeaus, nach links und ehemals von links |                                                                      | Hauptstrecke nach Mannheim                            | Hauptstrecke nach Mannheim                            |
| Haltepunkt / Haltestelle | 1,839                                                                | Neustadt (Weinstr) Süd                                | Neustadt (Weinstr) Süd                                |
| Brücke |                                                                      | B 39                                                  | B 39                                                  |
| Haltepunkt / Haltestelle | 5,889                                                                | Maikammer-Kirrweiler                                  | Maikammer-Kirrweiler                                  |
| Brücke über Wasserlauf |                                                                      | Kropsbach                                             | Kropsbach                                             |
| Abzweig geradeaus und von rechts | 7,998                                                                | Edenkoben Gillet (Awanst)                             | Edenkoben Gillet (Awanst)                             |
| Abzweig geradeaus und nach links |                                                                      | Edenkoben Arcelor Mittal (Bft)                        | Edenkoben Arcelor Mittal (Bft)                        |
| Brücke über Wasserlauf |                                                                      | Triefenbach                                           | Triefenbach                                           |
| Bahnhof | 8,467                                                                | Edenkoben (nur am Gleis Richtung Norden)              | Edenkoben (nur am Gleis Richtung Norden)              |
| Haltepunkt / Haltestelle | 8,468                                                                | Edenkoben (nur am Gleis Richtung Süden)               | Edenkoben (nur am Gleis Richtung Süden)               |
| Brücke über Wasserlauf |                                                                      | Modenbach                                             | Modenbach                                             |
| Haltepunkt / Haltestelle | 10,560                                                               | Edesheim (Pfalz)                                      | Edesheim (Pfalz)                                      |
| Haltepunkt / Haltestelle | 13,697                                                               | Knöringen-Essingen                                    | Knöringen-Essingen                                    |
| Brücke über Wasserlauf |                                                                      | Hainbach                                              | Hainbach                                              |
| ehemalige Blockstelle | 15,880                                                               | Hartwiesen                                            | Hartwiesen                                            |
| Abzweig geradeaus und ehemals nach links |                                                                      | Verbindungskurve nach Dammheim                        | Verbindungskurve nach Dammheim                        |
| Brücke |                                                                      | B 10                                                  | B 10                                                  |
| Verschwenkung von links (Strecke außer Betrieb) · Verschwenkung von rechts |                                                                      |                                                       |                                                       |
| Abzweig ehemals geradeaus und von links · Kreuzung geradeaus oben |                                                                      | Strecke von Germersheim (Industriestammgleis)         | Strecke von Germersheim (Industriestammgleis)         |
| Strecke mit Straßenbrücke · Strecke mit Straßenbrücke |                                                                      | K 5                                                   | K 5                                                   |
| Verschwenkung nach links · Verschwenkung nach rechts |                                                                      |                                                       |                                                       |
| Brücke über Wasserlauf |                                                                      | Queich                                                | Queich                                                |
| Bahnhof | 18,431                                                               | Landau (Pfalz) Hbf                                    | 141 m                                                 |
| Strecke mit Straßenbrücke |                                                                      | L 509                                                 | L 509                                                 |
| Verschwenkung von links · Verschwenkung von rechts (Strecke außer Betrieb) |                                                                      |                                                       |                                                       |
| Strecke · Dienststation / Betriebs- oder Güterbahnhof (Strecke außer Betrieb) | 19,000                                                               | Bahnbetriebswerk Landau (1921–1993)                   | Bahnbetriebswerk Landau (1921–1993)                   |
| Verschwenkung nach links · Verschwenkung nach rechts (Strecke außer Betrieb) |                                                                      |                                                       |                                                       |
| Abzweig geradeaus und nach rechts | 19,300                                                               | Queichtalbahn nach Pirmasens                          | Queichtalbahn nach Pirmasens                          |
| Brücke über Wasserlauf |                                                                      | Birnbach                                              | Birnbach                                              |
| Abzweig geradeaus und ehemals von rechts | 20,000                                                               | Awanst Ebenberg                                       | Awanst Ebenberg                                       |
| Abzweig geradeaus und ehemals nach links |                                                                      | ehem. Strecke nach Herxheim                           | ehem. Strecke nach Herxheim                           |
| Brücke |                                                                      | B 38                                                  | B 38                                                  |
| Haltepunkt / Haltestelle | 23,783                                                               | Insheim                                               | Insheim                                               |
| Haltepunkt / Haltestelle | 26,164                                                               | Rohrbach (Pfalz)                                      | Rohrbach (Pfalz)                                      |
| Abzweig geradeaus und ehemals nach rechts |                                                                      | ehem. Klingbachtalbahn nach Klingenmünster            | ehem. Klingbachtalbahn nach Klingenmünster            |
| Brücke über Wasserlauf |                                                                      | Klingbach                                             | Klingbach                                             |
| Haltepunkt / Haltestelle | 28,176                                                               | Steinweiler                                           | Steinweiler                                           |
| ehemalige Grenze | 29,500                                                               | ehem. Direktionsgrenze Mainz/Karlsruhe (1937–1945)    | ehem. Direktionsgrenze Mainz/Karlsruhe (1937–1945)    |
| Brücke über Wasserlauf |                                                                      | Erlenbach                                             | Erlenbach                                             |
| Abzweig geradeaus und von rechts |                                                                      | Kurbadlinie von Bad Bergzabern                        | Kurbadlinie von Bad Bergzabern                        |
| Brücke |                                                                      | B 427                                                 | B 427                                                 |
| Bahnhof | 31,077                                                               | Winden (Pfalz)                                        | 140 m                                                 |
| Abzweig geradeaus und nach links |                                                                      | Strecke nach Karlsruhe                                | Strecke nach Karlsruhe                                |
| Brücke über Wasserlauf |                                                                      | Otterbach                                             | Otterbach                                             |
| Abzweig geradeaus und ehemals nach rechts | 35,500                                                               | ehem. Strecke nach Dörrenbach/Winzental/Westwall      | ehem. Strecke nach Dörrenbach/Winzental/Westwall      |
| Haltepunkt / Haltestelle | 36,300                                                               | Schaidt (Pfalz)                                       | 147 m                                                 |
| ehemaliger Bahnhof | 37,368                                                               | Schaidt (zeitweise Schaidt-Steinfeld)                 | 145 m                                                 |
| Haltepunkt / Haltestelle | 39,750                                                               | Steinfeld (Pfalz)                                     | 141 m                                                 |
| Haltepunkt / Haltestelle | 41,203                                                               | Kapsweyer                                             | 144 m                                                 |
| Haltepunkt / Haltestelle | 43,000                                                               | Schweighofen                                          | 148 m                                                 |
| Grenze auf Brücke über Wasserlauf | 44,61860,028                                                         | Lauter, Staatsgrenze Deutschland/Frankreich           | Lauter, Staatsgrenze Deutschland/Frankreich           |
| ehemalige Blockstelle |                                                                      | Weißenburg Ost (Abzw)                                 | Weißenburg Ost (Abzw)                                 |
| Abzweig geradeaus, ehemals nach links und von links |                                                                      | Strecke von Strasbourg, ehem. Strecke von Lauterbourg | Strecke von Strasbourg, ehem. Strecke von Lauterbourg |
| Strecke mit Straßenbrücke |                                                                      | Departementsstraße 263                                | Departementsstraße 263                                |
| Kopfbahnhof Streckenende | 57,667                                                               | Wissembourg (1871–1919, 1942–1945 Weißenburg)         | 157 m                                                 |

Die Bahnstrecke Neustadt–Wissembourg, vor allem im 19. Jahrhundert „Pfälzische Maximiliansbahn“ oder „Maxbahn“ genannt, ist eine nicht elektrifizierte Bahnstrecke in Rheinland-Pfalz und zu einem kleinen Teil im französischen Elsass. Sie verläuft von Neustadt an der Weinstraße über Landau in der Pfalz und Winden (Pfalz) nach Wissembourg (deutsch: Weißenburg). Der größte Teil der Strecke ist als Hauptbahn klassifiziert, nur der Abschnitt von Winden bis Wissembourg ist eine Nebenbahn.
Den Namen „Maximiliansbahn“ erhielt sie von der Pfälzischen Maximiliansbahn-Gesellschaft, welche die Bahn gebaut hat, und als deren Stammstrecke sie fungierte. Sie wurde nach dem damals regierenden bayerischen König Maximilian II. benannt. Seit den 1990er Jahren wird der historische Name „Pfälzische Maximiliansbahn“ vor allem vonseiten der Deutschen Bahn wieder benutzt und zusätzlich auf die benachbarte Bahnstrecke Winden–Karlsruhe angewendet.
In den ersten Jahrzehnten diente die Strecke vor allem dem Kohletransport ins Elsass und in die Schweiz. Zudem war sie Teil einer Fernverkehrsmagistrale in Nord-Süd-Richtung. Sowohl im Deutsch-Französischen Krieg als auch im Ersten und Zweiten Weltkrieg erlangte sie strategische Bedeutung. Durch die dauerhafte Zugehörigkeit des Elsass zu Frankreich nach den beiden Weltkriegen verlor die Strecke die Bedeutung für den Fernverkehr. Darüber hinaus orientierten sich die Verkehrsströme ab Winden vom Ende der 1930er Jahre an zunehmend in Richtung Karlsruhe. Als Folge dieser Entwicklungen geriet vor allem der Abschnitt Winden–Wissembourg ins Abseits. Dort wurde der Personenverkehr 1975 eingestellt, jedoch 1997 reaktiviert. Inzwischen dient die gesamte Strecke von Neustadt bis Wissembourg ausschließlich dem Regionalverkehr. Der Güterverkehr wurde ab den 1980er Jahren deutlich reduziert und beschränkt sich auf den Abschnitt Neustadt–Landau.

## Geschichte

### Vorgeschichte

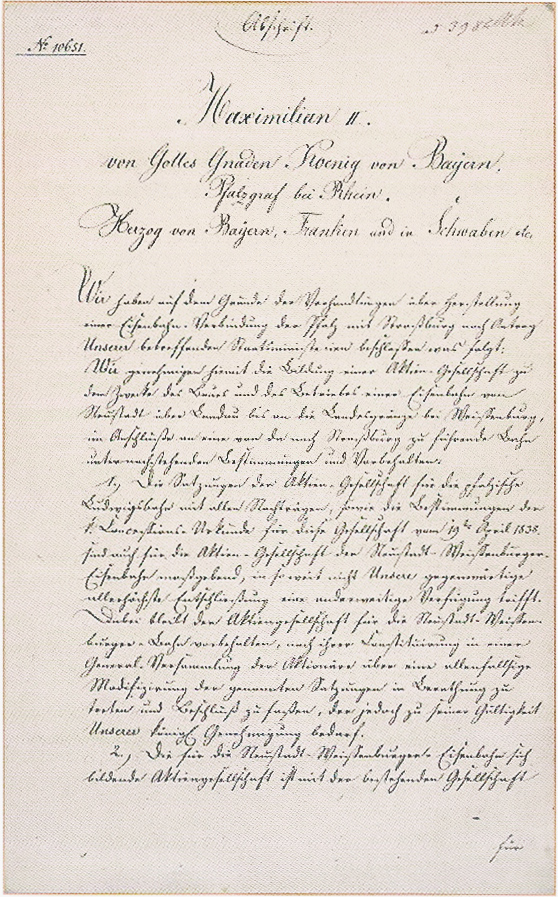
Genehmigung des Baus der Maximiliansbahn durch den bayerischen König Maximilian II. am 3. November 1852

Erste Überlegungen zum Bau der Bahnstrecke gab es im Jahr 1829. Ursprünglich war geplant, innerhalb der Pfalz zuerst eine Bahnstrecke in Nord-Süd-Richtung einzurichten. Vorgesehen war eine Magistrale von Straßburg nach Mainz, die ein linksrheinisches Gegenstück zu der Linie von Mannheim bis Basel bilden sollte. Ins Spiel gebracht wurden unterschiedliche Trassierungen, wobei jedoch die in unmittelbarer Nähe des Rheins favorisiert wurde. Auf Initiative Preußens entstanden Pläne einer pfälzischen Ost-West-Verbindung, hauptsächlich für den Kohletransport aus der Saargegend zum Rhein. Als Resultat dieser Pläne entstand von 1847 bis 1849 die Pfälzische Ludwigsbahn von der Rheinschanze (ab 1843: Ludwigshafen) nach Bexbach, die ab 1852 eine Fortsetzung bis nach Saarbrücken erhielt.
Anschließend gab es heftige Diskussionen, ob eine Strecke in unmittelbarer Gebirgsnähe von Neustadt über Landau nach Wissembourg oder eine Strecke am Rhein über Speyer, Germersheim und Wörth dringender und wünschenswerter sei. Bereits im Mai 1847 hatte sich das Elsass für eine Streckenführung über Wissembourg ausgesprochen. In der Folgezeit wurde in der Pfalz diskutiert, ob die Strecke über Germersheim nach Speyer oder über Landau in das damalige Neustadt an der Haardt weitergeführt werden sollte. Vor allem das Militär bevorzugte die Streckenführung am Rand des Pfälzerwalds. Allerdings kam das Projekt durch die politischen Ereignisse des Jahres 1848 zunächst zum Erliegen.
Im Januar 1850 erschien in Neustadt eine Broschüre, die einen Schienenweg über Landau nach Wissembourg propagierte und unter anderem mit der größeren Siedlungsdichte gegenüber den unmittelbar am Rhein liegenden Gebieten argumentierte. Am 13. Dezember 1851 folgte ein entsprechender Bericht. Die Entscheidung fiel 1852 schließlich aufgrund von Gutachten und Untersuchungen zugunsten der sogenannten „Gebirgslinie“. Am 3. November desselben Jahres gab der damalige bayerische König Maximilian II. grünes Licht für den Bau, indem er die Gründung der Pfälzischen Maximiliansbahn-Gesellschaft als Aktiengesellschaft genehmigte, die das Projekt in Angriff nahm. Bereits am 19. Juli hatte eine Generalversammlung festgelegt, die Strecke nach dem amtierenden König „Maximiliansbahn“ zu nennen.

### Planung
Bei der Festlegung der Streckenführung war vor allem ein reibungsloser Ablauf des Güterverkehrs ausschlaggebend. Bei den anfänglichen Erhebungen zogen die Planer südlich von Landau eine Trasse über die ehemalige Residenzstadt Bergzabern in Erwägung. Aufgrund des sehr unebenen Geländes und der daraus resultierenden höheren Kosten sahen sie jedoch von deren Realisierung ab. Stattdessen sollte die Strecke über Rohrbach, Winden und Schaidt ins Elsass führen, da die Hügellandschaft in diesem Bereich moderater ausgeprägt war und die Mulden dort weniger Probleme bereiteten. Es waren weniger Eingriffe ins Erdreich erforderlich als bei einer Streckenführung über Bergzabern.
Mancherorts gestaltete sich der Erwerb des Geländes nicht reibungslos. Deshalb fanden Ende 1852 Zwangsenteignungen statt. Mit den betroffenen Gemeinden waren Verhandlungen über den Ankauf der Grundstücke, bei denen es sich teilweise um landwirtschaftlich genutzte Flächen handelte, nötig. Es kam jedoch zu keinen größeren Schwierigkeiten bei der Vermessung und beim Grunderwerb. Die betroffenen Bürgermeisterämter veranlassten die Räumung der Grenzsteine auf den Parzellen im Bereich der künftigen Bahnstrecke. Die Grundstückseigentümer mussten auf ihrem Territorium Pflöcke mit ihren Namen anbringen. Die finanzielle Entschädigung folgte kurze Zeit später.
Da die Bahnlinie als Transitstrecke geplant war, sollten nur wenige Unterwegsstationen entstehen. Zudem sollte sie von allen Orten, die sie anband, eine möglichst gleichmäßige Entfernung haben. Zunächst waren zwischen Neustadt und Landau lediglich in Kirrweiler und Edesheim Bahnhöfe geplant, was in der Stadt Edenkoben für Empörung sorgte. Die Proteste hatten Erfolg und Edenkoben fand als Standort eines Bahnhofs ebenfalls Berücksichtigung. Zwischen Edesheim und Landau erhielt die Strecke auf Initiative der Gemeinde Essingen eine Trasse, die weit von ihrem Siedlungsgebiet entfernt lag und stattdessen die Nachbargemeinde Knöringen anband.

### Bau
44,55 Kilometer befanden sich auf pfälzischen Terrain und 2,36 innerhalb des Elsass. Die Leitung der Arbeiten hatte Paul Camille von Denis inne, der bereits für den Bau der Ludwigsbahn, von der die Strecke abzweigt, verantwortlich war. 1853 wurde unter der Federführung von Denis außerdem je ein Sektionsbüro in Edesheim, das Moritz Hilf und in Winden, das Francois Alfons Dambrun unterstand, eingerichtet. Die Hochbauten entlang der Strecke, insbesondere die Empfangsgebäude, stammten von Ignaz Opfermann.
Der Bau im Bereich der zu überbrückenden Lauter, die damals die Grenze zwischen Bayern und dem zu Frankreich gehörenden Elsass bildete, musste zwischen beiden Ländern koordiniert werden. Die Brücke über den Grenzfluss bedurfte einer Genehmigung des Bundestages, da sie aufgrund der Tatsache, dass sie ins Gebiet außerhalb des Deutschen Bundes führte, vom Militär überprüft werden musste. Das bayerische Außenministerium sandte ein diesbezügliches Schreiben an den Bund. Das Terrain war sehr wellenartig, auf einer Länge von 21,48 Kilometern stieg die Strecke an, 13,15 Kilometer waren Gefälle und lediglich knapp 10 Kilometer verliefen horizontal. Dies erforderte eine Bewegung von insgesamt 1,35 Millionen Kubikmeter Erde und die Errichtung von mehr als 100 Kunstbauwerken wie Brücken, Dämme und Überführungen. Die Trassierung im Bereich der Stadt Landau gestaltete sich schwierig, da die Bahnlinie auf dem Terrain der dortigen Festung verlaufen sollte.
Der Bau ging kontinuierlich von Norden nach Süden vonstatten. Arbeiter, Schienen und Schwellen wurden per Zug entlang des bereits verlegten Gleises transportiert. In Neustadt entstand für die Maximiliansbahn zusätzlich eine kombinierte Lokomotiv-Remise mit Magazin und ein Werkstattgebäude mit Beamtenwohnung. Die gesamten Baukosten einschließlich der Erweiterungen im Bahnhof Neustadt betrugen 4.183.173 Gulden und 52 Kreuzer. Dem standen Einnahmen aus Aktienemissionen und Verzinsung aus Aktienkapital in Höhe von 4.462.193 Gulden und 42 Kreuzer gegenüber, sodass sich ein Überschuss von 279.019 Gulden und 50 Kreuzer ergab.

### Eröffnung und Folgezeit (1855–1871)

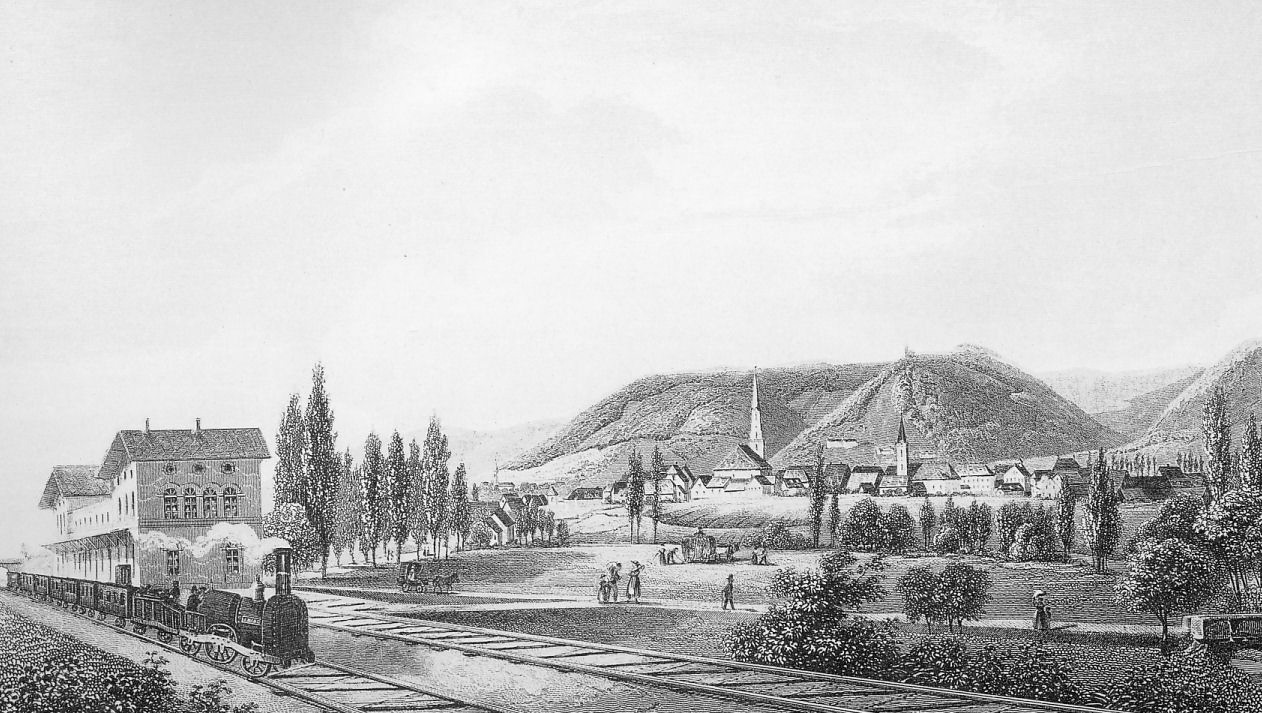
Bahnhof Edenkoben (links im Bild) in der Anfangszeit der Strecke

Am 18. Juli 1855 wurde der Streckenabschnitt Neustadt–Landau eröffnet, der Abschnitt Landau–Wissembourg folgte am 26. November 1855. Auf allen Grenzsteinen des zur Bahn gehörenden Terrains wurden die Buchstaben „P.M.E.“ eingraviert, um so das Eigentum der Gesellschaft zu kennzeichnen. Die Maximiliansbahn war zunächst eingleisig, jedoch wurde die Trasse von Anfang an so angelegt, dass die Errichtung eines zweiten Gleises zu einem späteren Zeitpunkt problemlos möglich war. Der Bahnhof Wissembourg fungierte als Zollbahnhof zwischen Frankreich und Bayern.
Die Strecke blieb in den ersten Jahren ihres Bestehens jedoch hinter den Erwartungen zurück. Der französischen Bahngesellschaft Chemins de fer de l’Est gelang es, durch mehrere Maßnahmen wie beispielsweise die Manipulation von Tarifen die Konkurrenzfähigkeit sämtlicher linksrheinischer Strecken außerhalb Frankreichs zu unterbinden. Zudem veranlasste sie, dass ein großer Teil der Nachfrage von Kohle innerhalb des Départements Haut-Rhin über die Forbacher Bahn bis nach Frouard geleitet wurde. Über den Schienenweg gelangte die Kohle nach Straßburg oder entlang von Flüssen nach Mulhouse. Dadurch war die Pfalz gezwungen, nach weiteren Absatzmärkten vorzugsweise jenseits des Rheins Ausschau zu halten. Mit der Eröffnung der in Winden abzweigenden Bahnstrecke nach Maximiliansau 1864 und ihrem Lückenschluss zur Maxaubahn nach Karlsruhe ein Jahr später gewann vor allem der Abschnitt Neustadt–Winden an Bedeutung. 1867 wurde dieser zweigleisig ausgebaut, um den Anforderungen des mittlerweile gestiegenen Nord-Süd-Verkehrs gerecht zu werden. Diese Maßnahme geschah vor dem Hintergrund, dass die Bahnstrecken innerhalb der Pfalz durch die gute wirtschaftliche Situation in Europa vor allem von Seiten Preußens eine deutliche Konkurrenz im Fernverkehr zu befürchten hatten.

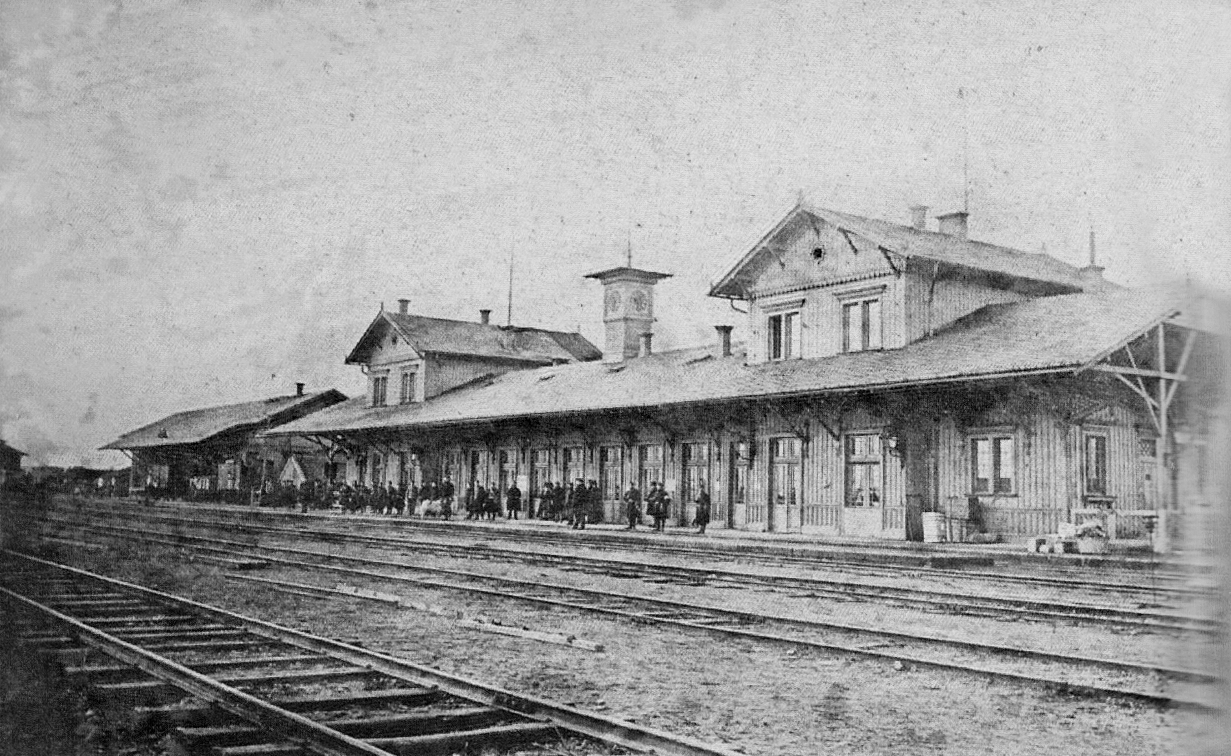
Bahnhof Landau 1870

Während der Mobilmachung zum Deutsch-Französischen Krieg verkehrten zwölf Militärzüge pro Tag von Mainz aus über die Maximiliansbahn. Dies hatte eine Einschränkung des regulären Verkehrs zur Folge. Mitten im Krieg begann außerdem auf Verlangen der Militärverwaltung Ende 1870 zwischen Winden und der Grenze zu Frankreich der Bau des zweiten Gleises. Die Verwaltung der seit 1. Januar des Jahres existierenden Pfälzischen Eisenbahnen bat die Militärverwaltung, die Kosten zu übernehmen. Der Abschnitt innerhalb von Frankreich wurde auf Rechnung des preußischen Kriegsministeriums mit einem zweiten Gleis versehen. Am 28. Januar des Folgejahres war der doppelgleisige Ausbau des Streckenabschnitts Winden–Wissembourg abgeschlossen. Als Folge des Kriegsausgangs musste Frankreich das Elsass und den Norden Lothringens an das neu gegründete Deutsche Kaiserreich abtreten, womit die Zollkontrollen in Wissembourg – fortan Weißenburg genannt – entfielen.

### Weitere Entwicklung (1871–1920)
Mit Vollendung der Alsenztalbahn Hochspeyer – Münster 1871 gewann die Maximiliansbahn als Teil der kürzesten linksrheinischen Nord-Süd-Verbindung an Bedeutung. Ab 1880 nahm der Fernverkehr deutlich zu, wodurch auf der Strecke einige Umbauten erforderlich waren. Ein Teil der Fernzüge auf der Maximiliansbahn befuhr die Relationen Amsterdam – Köln – Bingerbrück – Rockenhausen – Neustadt – Weißenburg – Straßburg – Basel und Frankfurt/Mainz – Ludwigshafen – Basel. Die Strecke stand als Teil der letzteren mit der Badischen Hauptbahn im Nord-Süd-Verkehr in Konkurrenz.

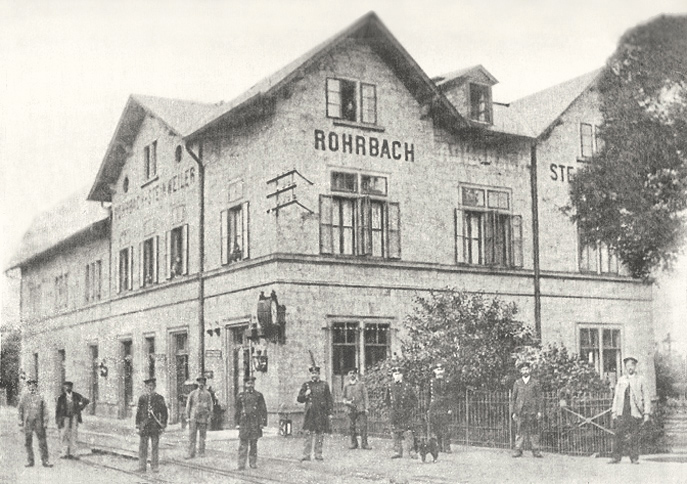
Bahnhof Rohrbach-Steinweiler 1895

1887 entstand in Neustadt eine Verbindungskurve zur Ludwigsbahn, wodurch für Güterzüge aus Richtung Osten das „Kopfmachen“ im dortigen Bahnhof entfiel. Eine weitere Verbindungskurve entstand im Jahr 1900 in Weißenburg, um den dortigen Kopfbahnhof umfahren zu können. Auf Betreiben des Militärs wurde die Strecke im Bereich nördlich von Landau 1897 etwas nach Osten verlegt, um eine niveaufreie Kreuzung mit der seit 1872 bestehenden Bahnstrecke Germersheim – Landau zu ermöglichen. Die alte Trasse blieb als Ausziehgleis bestehen.
Am 1. Januar 1909 ging die Maximiliansbahn zusammen mit den übrigen zu den Pfälzischen Eisenbahnen gehörenden Gesellschaften in das Eigentum der Bayerischen Staats-Eisenbahnen über. Nach Ausbruch des Ersten Weltkriegs 1914 fuhren vom 9. bis 16. August pro Tag 20 Militärzüge über die Strecke. Der planmäßige Verkehr kam zunächst zum Erliegen. Erst als die Truppentransporte nachgelassen hatten, wurde die Strecke für den Personenverkehr wieder freigegeben. Dennoch hatten militärische Transporte im weiteren Kriegsverlauf Vorrang. Nachdem Deutschland den Krieg verloren hatte und das französische Militär einmarschiert war, wurde am 1. Dezember 1918 der Streckenabschnitt südlich von Maikammer-Kirrweiler für den Personenverkehr gesperrt, drei Tage später jedoch wieder freigegeben.

### Deutsche Reichsbahn (1920–1945)
Nach dem Kriegsende fiel Weißenburg – fortan wieder Wissembourg genannt – mit dem Elsass im Rahmen des Versailler Vertrages an Frankreich zurück. In den Bahnhöfen Winden und Kapsweyer wurden Zollkontrollen durchgeführt. Auch die Besetzung der Pfalz durch die Franzosen erschwerte den Betrieb. Damit verlor die Bahnstrecke, die ab 1920 von der Deutschen Reichsbahn (DR) betrieben wurde, ihre Bedeutung im Fernverkehr, der hauptsächlich auf die rechtsrheinische Seite wechselte. 1922 erfolgte die Eingliederung in die neu gegründete Reichsbahndirektion Ludwigshafen. Von 1923 bis 1924 folgte ein so genannter Regiebetrieb, für den Frankreich zuständig war. Nach dem Ende der französischen Besatzung 1930 wurde der durchgehende Fernverkehr nicht wieder aufgenommen. 1928 erhielt die Gemeinde Steinfeld einen ortsnahen Haltepunkt, der bisherige Bahnhof Schaidt-Steinfeld wurde in Schaidt umbenannt.

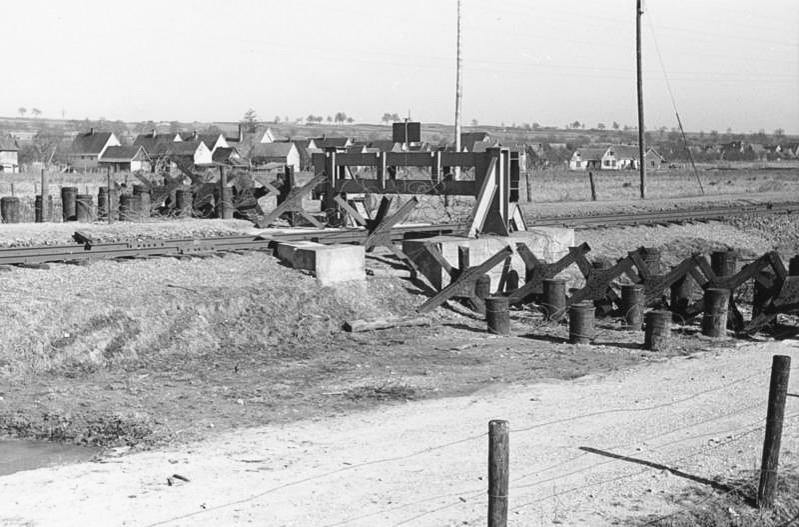
Eisenbahnsperre in Steinfeld 1940 nach Evakuierung der Roten Zone

Mit der schrittweisen Auflösung der Ludwigshafener Direktion wechselte der Abschnitt Winden – Kapsweyer mit Wirkung vom 1. Februar 1937 in den Zuständigkeitsbereich von Karlsruhe, die restliche Strecke kam am 1. April zur Reichsbahndirektion Mainz. Ab Ende der 1930er Jahre orientierten sich die Hauptverkehrsströme durch die Inbetriebnahme der festen Rheinbrücke bei Maxau in Richtung Karlsruhe um. Durch diese Verlagerung verlor der Streckenabschnitt Winden – Wissembourg in Kombination mit der Rückgabe des Elsass an Frankreich an Bedeutung, während die bisherige Zweigstrecke nach Karlsruhe einen Aufschwung hatte. Beim Bau des Westwalls fand über die Maximiliansbahn ein großer Teil des Materialtransports statt. Bei Streckenkilometer 35,5 entstand eine insgesamt 11,9 Kilometer lange Stichstrecke, die bis in den Bereich Dörrenbach/Winzental führte. Da sich der südliche Streckenabschnitt in der „Roten Zone“ befand, ruhte der Verkehr mit Ausbruch des Zweiten Weltkriegs für die Dauer von einem Jahr, in Steinfeld wurde eine Gleissperre aufgestellt. Mitten im Krieg entstand zwischen Landau und Knöringen eine Verbindungskurve zur Strecke nach Germersheim. Anfang 1945 kam der Eisenbahnverkehr infolge der Kampfhandlungen zum Erliegen. Bereits am 25. März 1945 verkehrten aus Richtung Pirmasens/Zweibrücken zwischen Landau und Neustadt Nachschubzüge der US Army, die anschließend weiter nach Ludwigshafen fuhren.

### Nachkriegszeit und Deutsche Bundesbahn (1945–1993)
Im Sommer des Jahres 1945 wurde der Bahnverkehr in einem sehr beschränkten Maße wieder aufgenommen. Als Reparationsleistung an Frankreich verlor der Abschnitt Winden–Wissembourg das zweite Gleis durch Demontage. Ebenso wurde die Bahn ins Winzental abgebaut. 1947 übernahm die Betriebsvereinigung der Südwestdeutschen Eisenbahnen (SWDE), die schrittweise in die 1949 gegründete Deutsche Bundesbahn (DB) überging, den Betrieb. Der deutsche Streckenteil befand sich seit dem 31. August 1945 als Folge der Einteilung der Besatzungszonen komplett innerhalb der Eisenbahndirektion Mainz, der Rechtsnachfolgerin der Reichsbahndirektion Mainz, der fortan sämtliche Bahnstrecken im neu gegründeten Bundesland Rheinland-Pfalz unterstanden. 1949 folgte die Wiederinbetriebnahme des grenzüberschreitenden Abschnitts Winden–Wissembourg. Ab den 1950er Jahren führte die DB unterschiedliche Rationalisierungsmaßnahmen durch. Beispielsweise richtete sie zum Teil parallel zur Bahnstrecke verlaufende Buslinien ein. Diese übernahmen hauptsächlich die Bedienung in Tagesrandlagen und am Wochenende. Zudem zog die DB das gesamte Personal auf dem Abschnitt Winden–Wissembourg ab. Ab 30. November 1958 wurde südlich von Landau „Betriebsnachtruhe“ eingeführt, der Streckenabschnitt zwischen Winden und der Staatsgrenze nach Frankreich – bis 1966 eine Hauptbahn – zum 25. September 1966 in eine Nebenbahn umgewandelt und zum 26. Mai 1968 auf Zugleitbetrieb umgestellt. 1968 wurde die Telegrafen-Freileitung zwischen Landau und Winden durch ein Fernmeldekabel ersetzt.
Im Zuge der schrittweisen Auflösung der Bundesbahndirektion Mainz Anfang der 1970er Jahre war ab 1. Juni 1971 die Bundesbahndirektion Karlsruhe zuständige Behörde für den deutschen Streckenteil. Am 28. September 1975 kam für den Abschnitt Winden–Wissembourg im Personenverkehr das Aus. Am 6. Juni 1986 schlossen das Land Rheinland-Pfalz und die DB eine Rahmenvereinbarung, die darauf abzielte, das Verkehrsangebot auf der Strecke zwei Jahre später zu verbessern. Ein Jahr später wurde für den Bau der Bundesautobahn 65 die Verbindungskurve zur Strecke nach Germersheim samt ihrem Bahndamm abgetragen. Ab den 1990er Jahren war der Abschnitt südlich von Winden von der Gesamtstilllegung bedroht, nachdem 1992 der Güterverkehr, der zuletzt ausschließlich bis Schaidt angeboten wurde, zum Erliegen gekommen war. Der Bundesverkehrswegeplan desselben Jahres sah den Ausbau und die Elektrifizierung des Abschnitts Neustadt – Winden vor, ohne dass dies bislang realisiert wurde.

### Deutsche Bahn (seit 1994)
Mit der Bahnreform ging die Strecke am 1. Januar 1994 in das Eigentum der Deutschen Bahn über. Im selben Jahr folgte die erste Stufe des sogenannten Rheinland-Pfalz-Taktes, der eine Verbesserung des Zugangebotes sowie die Reaktivierung stillgelegter Bahnstrecken in Rheinland-Pfalz vorsah. Dadurch erhöhte sich die Zahl der Personenzüge auf der Bahnlinie zwischen Neustadt und Winden deutlich. 1996 folgte die Einbeziehung der Strecke in den Tarifbereich des Verkehrsverbundes Rhein-Neckar (VRN), im selben Jahr galt der Karlsruher Verkehrsverbund (KVV) innerhalb des Streckenabschnittes Landau–Winden.

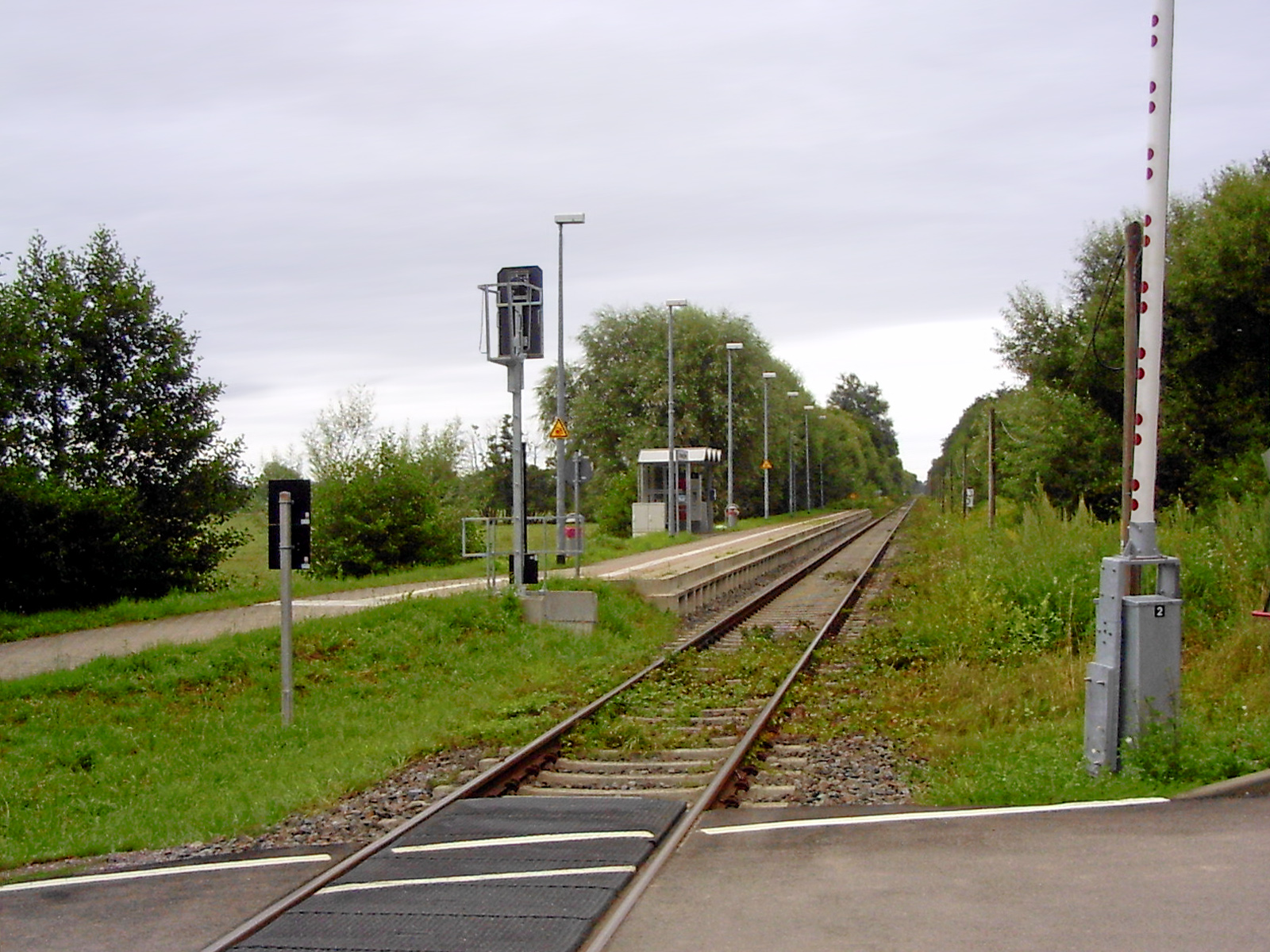
Der 1997 in Betrieb genommene Haltepunkt Schweighofen

Am 1. März 1997 reaktivierte die Deutsche Bahn den Personenverkehr auf dem Streckenabschnitt Winden–Wissembourg. Der Bahnhof Schaidt wurde im Gegensatz zu den Bahnstationen in Steinfeld und Kapsweyer zugunsten eines ortsnahen Haltepunkts nicht reaktiviert. Die zwischen Kapsweyer und Wissembourg liegende Gemeinde Schweighofen erhielt erstmals einen Haltepunkt. Die Kosten der Wiederinbetriebnahme bezifferten sich auf insgesamt 8,365 Millionen DM, die neben der DB das Land Rheinland-Pfalz, der Landkreis Südliche Weinstraße und das Elsass aufbrachten. Mit der Installation des neuen Elektronischen Stellwerks (ESTW) in Neustadt am 23. März 1998 wurde das Gleisdreieck, das seit 1887 eine Umfahrung des dortigen Hauptbahnhofs ermöglichte hatte, seines östlichen Schenkels beraubt. Seither können Züge nicht mehr direkt in Richtung Ludwigshafen einfahren, sondern müssen in Neustadt „Kopf“ machen.
Seit 2002 gilt der KVV-Tarif in nördlicher Richtung bis Maikammer-Kirrweiler, anschließend gibt es bis Neustadt einen Übergangstarif. Vom 1. bis 3. Oktober 2005 fanden anlässlich des 150-jährigen Jubiläums der Maximiliansbahn Dampfzugfahrten der Ulmer Eisenbahnfreunde (UEF) auf der Strecke statt. Die Dampfzüge verkehrten auf dem Ring Neustadt–Landau–Winden–Karlsruhe–Graben-Neudorf–Germersheim–Speyer–Schifferstadt–Neustadt sowie von Neustadt nach Wissembourg teils mit sogenannten Silberlingen der DB. Im April 2010 ging das ESTW Landau in Betrieb, das seither für den Streckenabschnitt von Neustadt bis kurz vor Winden zuständig ist.
Ab 20. März 2025 wurde der Abschnitt zwischen Winden und Landau – nach vorangegangener Sperrung eines Gleises – komplett gesperrt, weil Dachsbaue den Bahndamm destabilisiert hatten.
Für den Einsatz von Akkumulatortriebwagen im Pfalznetz ab Dezember 2026 werden in Landau und Winden Oberleitungsinselanlagen über den Bahnsteiggleisen errichtet.

## Betrieb

### Personenverkehr

#### Zeit der Pfälzischen Maximiliansbahn-Gesellschaft und der Pfälzischen Eisenbahnen

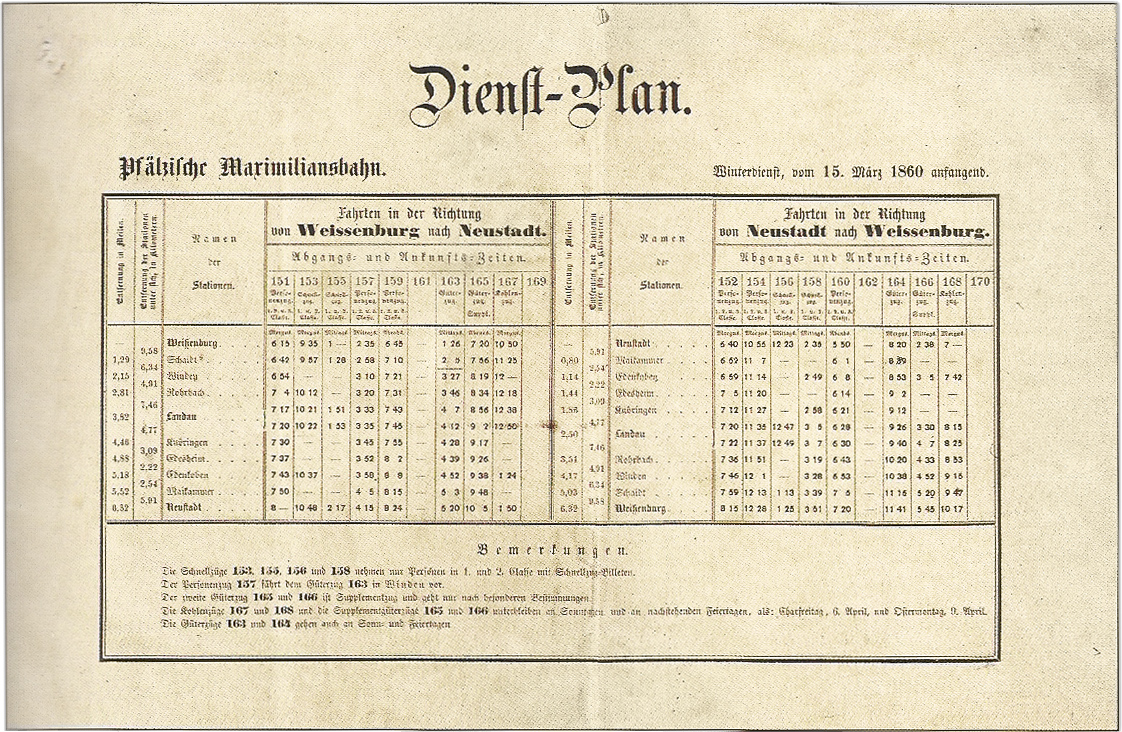
Fahrplan der Maximiliansbahn 1860

Der erste Fahrplan aus dem Juli 1855 wies zwischen Neustadt und Landau sechs Zugpaare auf. Bereits im November des Jahres existierten durchgehende Verbindungen bis nach Straßburg. Eine Fahrt von Neustadt nach Wissembourg nahm anderthalb Stunden in Anspruch. Ab dem Winterfahrplan 1857/1858 existierten die ersten Schnellzüge auf der Maximiliansbahn. 1860 fuhren solche auf der Relation Basel–Köln, während im Nahverkehr drei Zugpaare zwischen Neustadt und Wissembourg verkehrten.
Während des Deutsch-Französischen Krieges führten die Pfälzischen Eisenbahnen am 14. August 1870 einen provisorischen Fahrplan ein, ehe sie am 17. Oktober einen neuen präsentierten. Nach Vollendung der Alsenztalbahn Hochspeyer–Münster am Stein 1871 war die Strecke in Kombination mit dieser und des Ludwigsbahn-Abschnittes Neustadt–Hochspeyer Teil einer weiteren pfälzischen Magistrale, die die kürzeste linksrheinische Nord-Süd-Verbindung darstellte. Auf diese Weise verkürzte sich die Fahrtzeit der Fernzüge der Relation Köln–Basel, da sie die bisherige Route entlang des Rheins aussparten. Ab 1880 nahm der Fernverkehr deutlich zu und führte bis in die Niederlande.

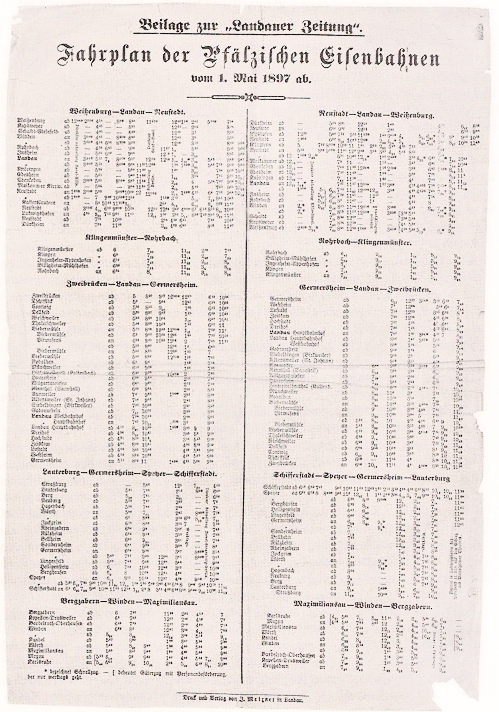
Fahrplan vom 1. Mai 1897

Obwohl 1876 in Form der Strecken Schifferstadt–Wörth und Wörth–Straßburg eine Direktverbindung von Ludwigshafen ins Elsaß entstanden war, verkehrten aufgrund der eingleisigen Ausstattung die meisten Fernzüge aus Richtung Frankfurt weiterhin über die Maximiliansbahn, wobei sie stets in Neustadt „Kopf“ machen mussten. Einige wurden dort geflügelt, um mit denjenigen aus dem Alsenztal vereinigt zu werden, während der andere Zugteil weiter über die Ludwigsbahn nach Westen fuhr. Im Fahrplan des Jahres 1897 gab es im Nahverkehr Züge, die nicht an jedem Unterwegsbahnhof hielten und solche, die lediglich Teilabschnitte der Maxbahn bedienten. 1900 wurde von der Internationalen-Schlafwagen-Gesellschaft der „Riviera-Express“ eingeführt, der im Norden in Amsterdam beziehungsweise Berlin begann. In Frankfurt am Main wurden die beiden Teile zu einem Zug zusammengeschlossen. Innerhalb der Pfalz führte er über die Ludwigsbahn und ab Neustadt über die Maximiliansbahn, Straßburg, Mühlhausen, Lyon und Marseille bis nach Menton. Schnellzüge fuhren bis nach Genua. Ab 1906 war die Magistrale Ludwigshafen–Schifferstadt–Wörth–Straßburg zweigleisig befahrbar, wodurch die Maximiliansbahn den Fernverkehr aus Richtung Ludwigshafen größtenteils verlor.

#### Zeit der Bayerischen Staatseisenbahnen und der Deutschen Reichsbahn
Mit Ausbruch des Ersten Weltkrieges wurde der Personenverkehr zunächst eingestellt, danach jedoch in abgespeckter Version reaktiviert. Die Anzahl der Schnellzüge reduzierte sich während dieser Zeit deutlich. Diese fuhren lediglich bis Straßburg oder Colmar und hielten ebenso in Edenkoben sowie in Winden. Der Abschnitt Neustadt–Landau wies fünf Zugpaare im Nahverkehr auf, der zwischen Winden und Weißenburg vier.
Die Rückgabe Elsaß-Lothringens an Frankreich als Folge des Kriegsausgangs bewirkte, dass die Maximiliansbahn für den internationalen Verkehr an Bedeutung einbüßte. Die verbliebenen Schnellzüge dienten im Wesentlichen der französischen Besatzung und beschränkten sich auf die Relation Straßburg–Mainz mit einzelnen Kurswagen bis Paris. Der Nahverkehr wies sechs Zugpaare zwischen Neustadt und Wissembourg auf. Ein Jahr später existierten an Werktagen fünf Verbindungen zwischen Winden und Wissembourg. Während des französischen Regiebetriebs, der am 7. März 1923 begann, existierten durchgängige Nahverkehrsverbindungen von Wissembourg bis Wiesbaden mit Halt an jedem Unterwegsbahnhof. Der Regiebetrieb dauerte bis Anfang 1924. Das Kursbuch von 1929/1930 weist darüber hinaus Verbindungen auf, die sich auf den Abschnitt Winden–Kapsweyer beschränkten. Nahverkehrszüge im grenzüberschreitenden Abschnitt verkehrten während dieser Zeit fast ausschließlich zwischen Winden und Wissembourg. So existierte nach 1930 lediglich ein Zug von Neustadt nach Wissembourg. In der Gegenrichtung gab es keine umsteigefreie Verbindung zwischen den beiden Städten.
Bedingt durch die 1938 in Betrieb genommene feste Rheinbrücke an der Bahnstrecke Winden–Karlsruhe orientierten sich die Hauptverkehrsströme, die bislang auf die Achsen Landau–Germersheim–Bruchsal sowie Neustadt–Landau–Wissembourg ausgerichtet waren, in Richtung Karlsruhe um. In diesem Zusammenhang wurden die Schnellzüge der Relation Saarbrücken–München, die bisher über die Bahnstrecke Germersheim–Landau fuhren, fortan entlang des Streckenabschnitts Landau–Winden über Wörth und Karlsruhe geführt. Hinzu kamen Schnellzüge aus Wuppertal. Während des Zweiten Weltkriegs verkehrte ein Fronturlauberzug der Relation Breslau–Ludwigshafen–Landau–Dijon. Nach dem Westfeldzug gab es einen Schnellzug für den Zivilverkehr von Karlsruhe nach Dijon, der anfangs über Winden und Weißenburg, später über Rastatt und Hagenau geführt wurde. Hinzu kam ein Eilzug von Winden nach Straßburg. Der Fahrplan von 1944 wies zum Teil durchgehende Nahverkehrszüge von Karlsruhe über Winden, Landau und Zweibrücken bis nach Saarbrücken auf.

#### Nachkriegszeit und Zeit der Deutschen Bundesbahn
Unmittelbar nach dem Zweiten Weltkrieg verkehrten mehrere Züge für die Besatzungsmächte und waren somit für die Zivilbevölkerung gesperrt. Darunter führte eine Verbindung zunächst von Neustadt über Landau aufgrund der unterschiedlichen Besatzungszonen unter Umgehung von Karlsruhe bis nach Baden-Baden. Der Abschnitt Kapsweyer–Wissembourg war bis 1949 stillgelegt, sodass die regulären Personenzüge zwischen Landau und Neustadt beziehungsweise Landau und Wörth verkehrten. Bereits im Oktober 1945 gab es zwei Züge der Relation Neustadt–Wörth. Ein halbes Jahr später verkehrten an Werktagen vier Züge der Relation Landau–Wörth und drei zwischen Neustadt und Landau. Ende der 1940er Jahre wurde ein Eilzug der Relation Mainz–Worms–Ludwigshafen–Speyer–Germersheim–Landau–Wissembourg eingerichtet. Die restlichen Züge zwischen Winden und Wissembourg fuhren nicht über Landau hinaus. 1952 wurde zudem der „Bundenthaler“ reaktiviert, der bis 1976 verkehrte. Im Nahverkehr gab es in den Folgejahrzehnten bis auf wenige Ausnahmen zwischen Landau und Wissembourg keine durchgehenden Verbindungen bis Neustadt, stattdessen war ein Umstieg in Landau erforderlich.
Bereits 1953 stellte die Bundesbahn den nachts verkehrenden Schnellzug von Köln nach Konstanz ein. Bis in die 1960er Jahre verkehrten zwischen Neustadt und Winden Schnellzüge der Relation Krefeld–Basel. Zur selben Zeit befuhren Eilzüge der Relation Saarbrücken–München den Abschnitt Landau–Winden. Die DB strich viele Zugverbindungen, die am frühen Morgen, spätabends oder an Wochenenden verkehrten und stellte sie auf den Omnibusverkehr um. Bedingt durch die Zugehörigkeit des Elsass zu Frankreich verlor der grenzüberschreitende Abschnitt Winden–Wissembourg dauerhaft an Bedeutung und der Personenverkehr kam dort 1975 zum Erliegen. Der Abschnitt Neustadt–Winden blieb von größeren Einschnitten trotz der Reduzierung des Zugangebots verschont.
1988 endete der Einsatz von D-Zügen und Kurswagen über die Strecke. Die annähernd stündlich verkehrenden Eilzüge Karlsruhe–Landau wurden in Regionalschnellbahnen (RSB) umgewandelt, jede zweite fuhr bis nach Neustadt. Zweistündlich verkehrte zwischen Neustadt und Landau eine RSB auf der Bahnstrecke Landau–Rohrbach bis Saarbrücken.

#### Zeit der Deutschen Bahn
Mit Einführung des Rheinland-Pfalz-Taktes 1994 verkehrte eine Regionalschnellbahn im Stundentakt zwischen Neustadt und Karlsruhe, dieser wurde später in einen Regional-Express umgewandelt. Der Abschnitt Neustadt–Landau war in die Regionalbahnlinie Neustadt–Pirmasens einbezogen. Von Landau aus führten Regionalbahnen bis Karlsruhe oder ab Wörth über Speyer bis Ludwigshafen.
| An Sonn- und Feiertagen von Mai bis Oktober verkehrende Regionalfern- und Ausflugszugpaare | An Sonn- und Feiertagen von Mai bis Oktober verkehrende Regionalfern- und Ausflugszugpaare | An Sonn- und Feiertagen von Mai bis Oktober verkehrende Regionalfern- und Ausflugszugpaare | An Sonn- und Feiertagen von Mai bis Oktober verkehrende Regionalfern- und Ausflugszugpaare |
| Name                                                                                       | Befahrener Streckenabschnitt                                                               | Ausgangspunkt                                                                              | Endpunkt                                                                                   |
| ------------------------------------------------------------------------------------------ | ------------------------------------------------------------------------------------------ | ------------------------------------------------------------------------------------------ | ------------------------------------------------------------------------------------------ |
| Elsass-Express                                                                             | Neustadt–Wissembourg                                                                       | Mainz                                                                                      | Wissembourg                                                                                |
| Rheintal-Express                                                                           | Neustadt–Winden                                                                            | Karlsruhe                                                                                  | Koblenz                                                                                    |
| Weinstraßen-Express                                                                        | Neustadt–Wissembourg                                                                       | Koblenz                                                                                    | Wissembourg                                                                                |
| Bundenthaler                                                                               | Neustadt–Landau                                                                            | Mannheim                                                                                   | Bundenthal-Rumbach                                                                         |
| Ganzjährig verkehrende Regionalfern- und Ausflugszugpaare                                  |                                                                                            |                                                                                            |                                                                                            |
| Strasbourg-Express                                                                         | Neustadt–Wissembourg                                                                       | Neustadt                                                                                   | Straßburg                                                                                  |

Im selben Jahr wurde ein Personenzug vom Pirmasenser Hauptbahnhof über das Queichtal und Landau zur BASF in Ludwigshafen eingesetzt, zunächst unter Umfahrung von Neustadt. Seit der Demontage des dortigen Gleisdreiecks muss er in Neustadt „Kopf machen“, statt wie vorher ohne Halt von Maikammer-Kirrweiler bis Haßloch durchzufahren. Im März 1997 folgte die Reaktivierung des Abschnitts Winden–Wissembourg, dessen Verkehr in den Folgejahren bis Neustadt durchgebunden wurde. Mitte 1999 wurden die durchgehenden Züge Pirmasens–Neustadt gestrichen und stattdessen die Regionalbahn Landau–Karlsruhe bis Neustadt verlängert. Die teilweise Wiederaufnahme des Personenverkehrs auf der Wieslauterbahn zwei Monate später brachte die Wiedereinführung des „Bundenthalers“ mit sich.
Der Streckenabschnitt Neustadt–Winden bildet zusammen mit der Bahnstrecke Winden–Karlsruhe die Kursbuchstrecke (KBS) 676 und der Abschnitt Winden–Wissembourg die KBS 679. Stündlich verkehrt je ein Zug der Regionalbahn (RB) und des Regional-Express (RE) von Karlsruhe nach Neustadt und jede Stunde einer der Regionalbahn von Neustadt nach Wissembourg, der jedoch zwischen Landau und Winden nicht hält.

#### Planungen
Mittelfristig soll die Regionalzuglinie Neustadt–Wissembourg über die französische Grenzstadt hinaus nach Strasbourg durchgebunden werden. Zum Einsatz kommen Alstom Coradia Polyvalent.

### Güterverkehr
In den ersten Jahrzehnten diente die Maximiliansbahn vor allem dem Kohletransport nach Frankreich und in die Schweiz. 1860 verkehrten pro Tag ein Kohlezug und zwei weitere Güterzüge. Nachdem Elsaß-Lothringen ins Deutsche Kaiserreich eingegliedert worden und mit der Erweiterung des dortigen Eisenbahnnetzes eine Direktverbindung zwischen Saarbrücken und Straßburg entstanden war, verlor sie einen großen Teil ihrer Bedeutung. Anfang des 20. Jahrhunderts verkehrten auf der Strecke Güterzüge der Relationen Neustadt–Landau und Neustadt–Weißenburg.

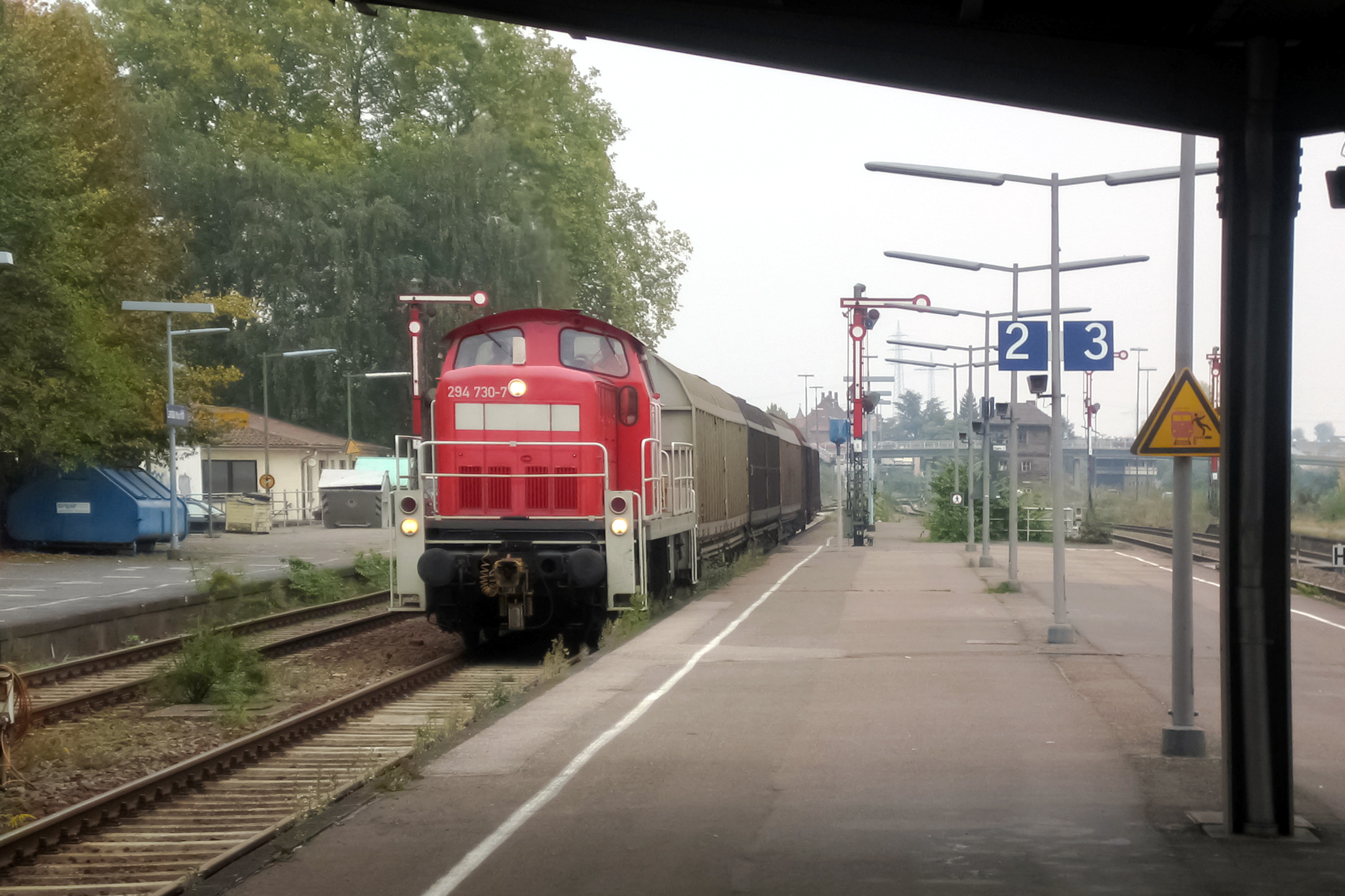
Güterzug im Hauptbahnhof von Landau

Ab den 1980er Jahren ging der Güterverkehr auf der Maximiliansbahn deutlich zurück. Bereits damals dominierten Übergabezüge das Betriebsgeschehen. Die Bahnhöfe Maikammer-Kirrweiler und Edenkoben wurden von Neustadt aus bedient, die restlichen von Landau aus. Der grenzüberschreitende Güterverkehr nach Wissembourg endete 1985.
Der Rückgang des Güteraufkommens führte zum Gleisrückbau am Landauer Hauptbahnhof sowie an den Bahnhöfen Maikammer-Kirrweiler, Rohrbach, Winden und Schaidt. Vor allem die Bahnhöfe Winden und Schaidt hatten für den Zuckerrübentransport eine große Bedeutung, sie verfügten über eine Verladeeinrichtung, mit der die Zuckerrüben in die Güterwaggons gelangten. Anfang der 1990er Jahre gab die Deutsche Bundesbahn diesen Transportzweig auf, die Rübentransporte wechselten auf die Straße. Das Michelin-Werk in Landau an der mittlerweile stillgelegten Strecke nach Germersheim wurde bis 2013 regelmäßig von Neustadt aus bedient. ArcelorMittal in Edenkoben erhält einen Großteil der Waren per Bahn, wofür in 2009 ein neuer Gleisanschluss entstand. In Landau wird gelegentlich noch Holz verladen. Diese Transporte werden fast ausschließlich von DB Schenker durchgeführt. In Landau gab es zahlreiche Gütergleise, die bis in die Innenstadt führten. Teilweise sind noch die Trassen in Form von verwilderten „Wegen“ zwischen Gebäuden und Grundstücken sichtbar.

## Fahrzeugeinsatz

### Dampflokomotiven

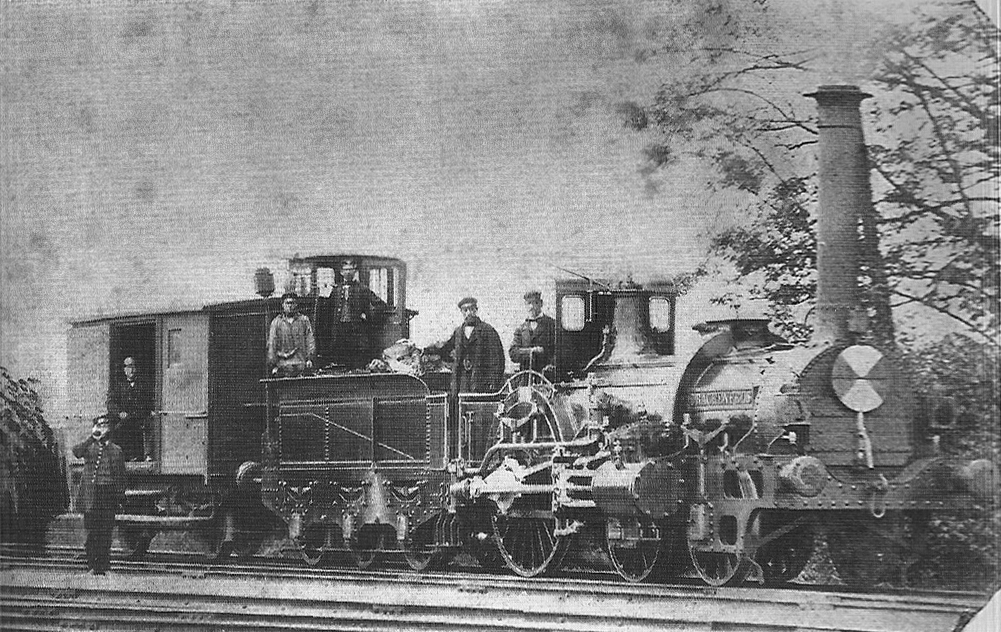
Pfalzbahnlok „Drachenfels“ 1865 vor der Übernahme eines Zuges im Bahnhof Wissembourg

In den ersten Jahren fuhren auf der Maximiliansbahn Dampflokomotiven der Bauart Crampton. Diese erhielten nach Gründung der Pfälzischen Eisenbahnen die Betriebsnummern 26 bis 63. Um 1900 wurden für Schnellzüge von Wissembourg bis Bingerbrück Loks der Pfälzischen P3.I eingesetzt. Die P 5 fuhr ebenfalls über die Strecke. Anfang des 20. Jahrhunderts kam im Fernverkehr neben der P 3 die P 4 zum Einsatz. Im Güterverkehr fuhren die Baureihen G 3, G 4.I, G 4.II und G 5. Diese waren vorzugsweise in Ludwigshafen und Neustadt beheimatet, vereinzelt ebenso in Kaiserslautern.
Nach der Verstaatlichung des pfälzischen Eisenbahnnetzes waren bayerische Loks wie die S 3/6 ebenfalls auf der Strecke anzutreffen und im Bahnbetriebswerk Ludwigshafen stationiert. Preußische Baureihen wie die P 8 und die S 10 waren ebenfalls eingesetzt. Im Rangierdienst auf den Bahnhöfen setzten zunächst die bayerischen Staatseisenbahnen und später die Deutsche Reichsbahn die Baureihe D VI ein.
Zur Reichsbahnzeit versah eine Preußische G 8 – als Baureihe 55 geführt – den Dienst im Güterverkehr. Sie war im neu errichteten Bahnbetriebswerk Landau stationiert, daneben Loks der Baureihen 39, 44, 50, 56, 57 und 64, 75 und 86. Zum Teil fuhren sie zusätzlich in der Zeit der Deutschen Bundesbahn.

### Diesellokomotiven
Sowohl für den Personen- als auch für den Güterverkehr wurden Diesellokomotiven der Baureihe V 100 eingesetzt, die ab den 1960er Jahren zunehmend die verbliebenen Dampflokomotiven verdrängten. In den 1980er Jahren zogen zeitweise Versuchslokomotiven der Baureihe 202 die Eilzüge der Relation Neustadt–Karlsruhe. Für Rangierarbeiten im Güterverkehr in und um Landau sowie zur Bedienung der städtischen Gleisanschlüsse dienten nach dem Krieg bis in die 1980er Jahre Diesellokomotiven Köf II und Köf III. Kürzer war die Einsatzzeit der V 160 und der V 200.0, die schon bald von der Baureihe 218 verdrängt wurden. Letztere übernahm bis 2010 mit Unterbrechungen einen Teil der seit 1997 verkehrenden Regional-Express-Züge zwischen Karlsruhe und Neustadt. Zudem verkehrte sie vor dem ehemals mit Doppelstockwagen ausgestatteten Elsass-Express.

### Triebwagen

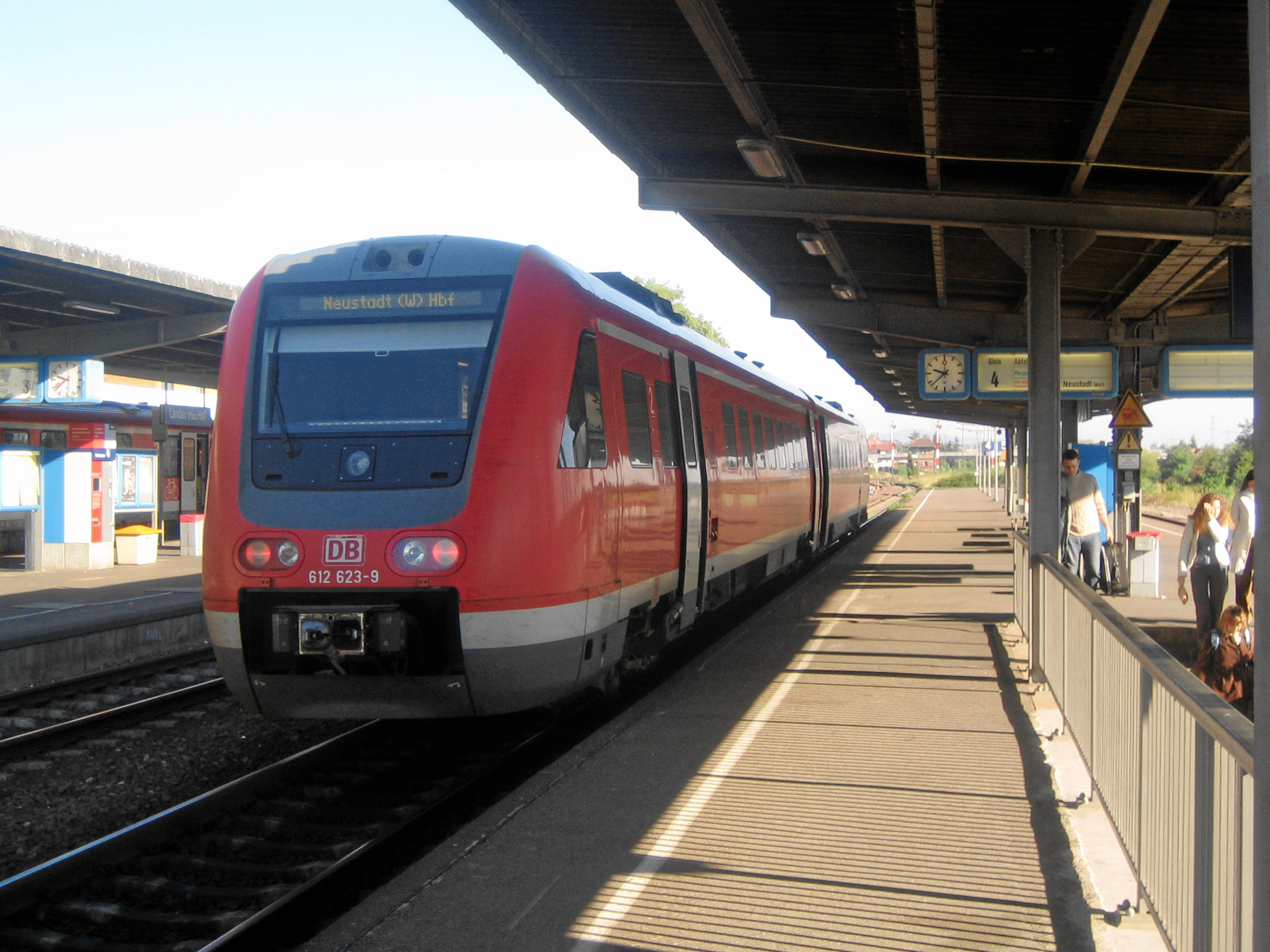
Triebwagen der Baureihe 612 als Regional-Express Karlsruhe–Neustadt im Landauer Hauptbahnhof

Ab 1900 verkehrten bis in die 1920er Jahre zwischen Neustadt und Winden Akkumulator-Triebwagen der Marken Pfälzischer MC und Pfälzischer MBCC. Von 1935 bis 1939 waren Dieseltriebwagen der Baureihe 137 auf der Maximiliansbahn anzutreffen, die mit Kriegsbeginn andernorts benötigt wurden. Nach dem Krieg dienten sie fast ausschließlich der Besatzungsmacht und wurden lediglich sporadisch für den Zivilverkehr verwendet. Im Zweiten Weltkrieg kamen ebenfalls selten Wittfeld-Akkumulatortriebwagen zum Einsatz. In den 1950er Jahren wurde das Landauer Betriebswerk Stützpunkt von Uerdinger Schienenbussen. Der Subtyp VT 95 verkehrte bis 1980. Der VT 98 war bis in die 1990er Jahre anzutreffen. Sehr selten waren nach dem Krieg Einsätze der ETA 150. Um 1980 tauchte vereinzelt die Baureihe 624 auf der Strecke auf.
Ab den 1980er Jahren wurden die Schienenbusse durch Triebzüge der Baureihe 628 ersetzt. Für die Regional-Express-Züge zwischen Neustadt und Karlsruhe wurden zunächst Neigetechnik-Triebwagen der Baureihe 611 eingesetzt, die sich jedoch als sehr unzuverlässig erwiesen. Sie wurden bereits wenige Jahre später durch die Baureihe 612 ersetzt, bei der die Neigetechnik ausgeschaltet wurde. Die Nachfolge trat 2009 die Baureihe 642 an. Seit 2010 werden für die Regionalbahnen Triebzüge der Baureihe 643 eingesetzt. Für den Felsenland-Express verkehrt zwischen Winden und Landau ein Esslinger Triebwagen, für die sonntägliche Verbindung Neustadt–Straßburg ein X 73900.
Seit der Zulassung für den grenzüberschreitenden Verkehr setzt das Unternehmen vlexx den LINT 81 für die Ausflugszüge „Elsass-Express“ und „Weinstraßen-Express“ ein.
Perspektivisch sollen ab Dezember 2025 zweiteilige Stadler FLIRT als Akkutriebwagen (Baureihe 526) sowohl auf Regionalbahn- als auch auf Regionalexpress-Linien von Neustadt nach Karlsruhe eingesetzt werden.

## Streckenverlauf

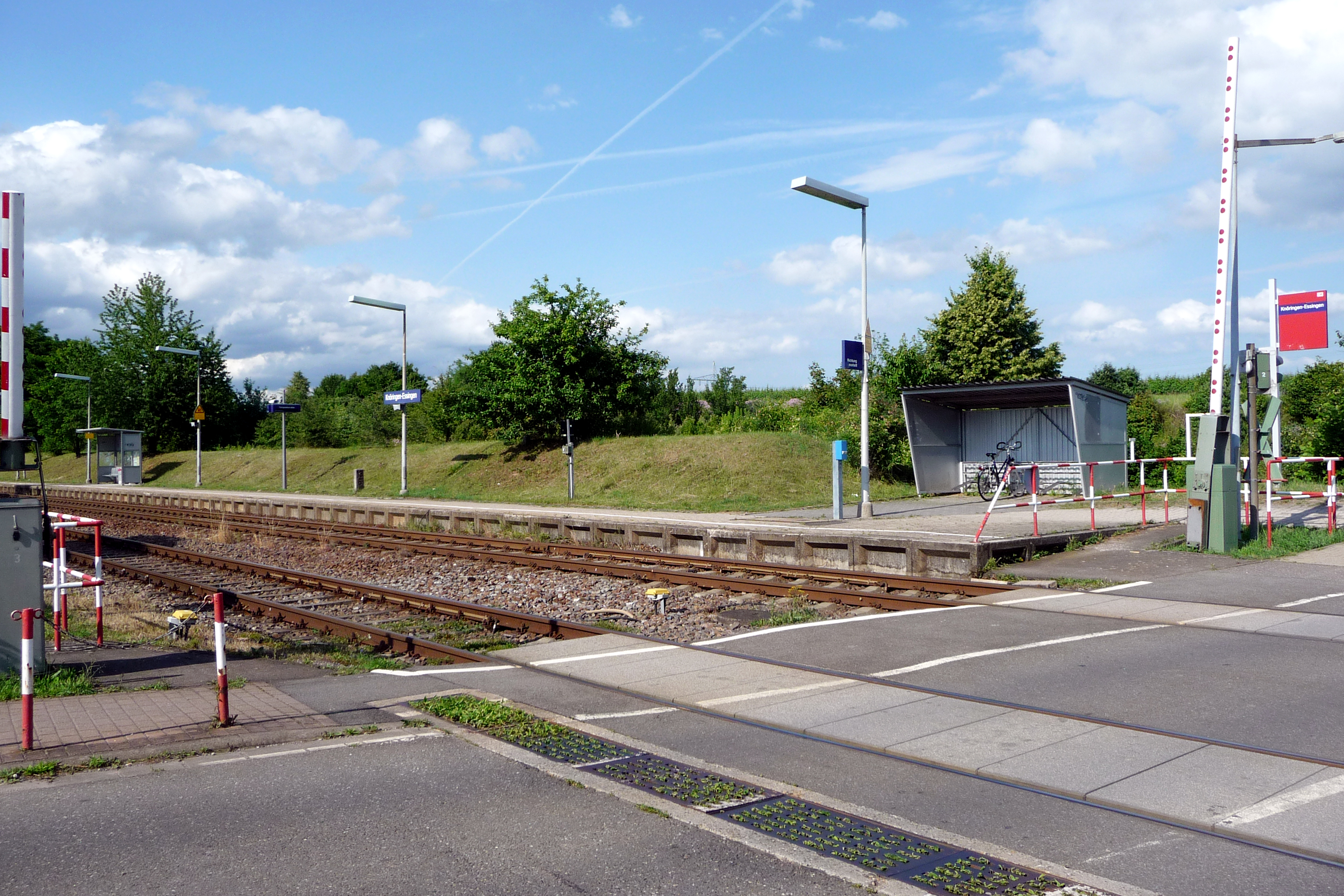
Haltepunkt Knöringen-Essingen in Fahrtrichtung Neustadt

Die Maximiliansbahn verlässt den Neustadter Hauptbahnhof in östliche Richtung und überquert gemeinsam mit der Bahnstrecke Mannheim–Saarbrücken die Bundesstraße 39. Anschließend bildet sie eine lang gezogene Kurve nach Südosten und verläuft bis Edenkoben fast geradlinig. Anschließend folgt bis Landau eine lang gezogene, moderate S-Kurve. In diesem Bereich verläuft die Bundesautobahn 65 parallel zur Maximiliansbahn. Der Kropsbach, der Modenbach und der Hainbach werden überquert. Zwischen Knöringen-Essingen und Landau durchquert die Strecke ein Gebiet, in dem teilweise Erdöl gefördert wird und Ölförderpumpen das Landschaftsbild prägen. Die inzwischen stillgelegte Bahnstrecke Germersheim–Landau wird wenig später überbrückt, ehe diese niveaufrei in die Maximiliansbahn einfädelt. Im Bereich des Landauer Hauptbahnhofs überbrückt die Strecke die Queich.
Südlich von Landau folgt eine weitere S-Kurve. Die Bahnstrecke Landau–Rohrbach biegt nach Westen ab, während die inzwischen stillgelegte Stichbahn nach Herxheim zunächst parallel zur Maximiliansbahn verläuft und anschließend nach Osten abbiegt. Kurz vorher überqueren beide Strecken den Birnbach, südwestlich erstreckt sich der Ebenberg. Bis Winden, wo die Strecken nach Bad Bergzabern und Karlsruhe abzweigen, ist sie eine Hauptbahn, zweigleisig ausgeführt und verläuft zum großen Teil an den Weinbergen des Haardtrand vorbei, die sich in Richtung Süden vereinzeln, der Pfälzerwald bleibt stets in Sichtweite. Südlich von Winden folgt eine Kurve, die Strecke führt fortan in Richtung Südwesten. Auf dem eingleisigen Streckenabschnitt Winden–Wissembourg, der als Nebenbahn klassifiziert ist, passiert sie zum großen Teil das Weideland des so genannten „Viehstrichs“ und verläuft in unmittelbarer Nähe des westlichen Randes des Bienwaldes. Kurz nach dem Haltepunkt Schweighofen passiert sie den gleichnamigen Flugplatz. Wenig später überschreitet sie mit der Überquerung der Lauter die deutsch-französische Grenze. Von Süden kommt die Strecke aus Vendenheim, mit der sie gemeinsam den Kopfbahnhof Wissembourg erreicht.
Die Strecke führt durch verschiedene Landkreise: Die Haltepunkte von Neustadt an der Weinstraße bis Rohrbach sowie von Steinfeld bis Schweighofen liegen mit Ausnahme der kreisfreien Städte Neustadt an der Weinstraße und Landau im Landkreis Südliche Weinstraße, die Haltepunkte von Steinweiler bis Schaidt im Landkreis Germersheim und Wissembourg im französischen Arrondissement Wissembourg im Département Bas-Rhin.

## Betriebsstellen

### Neustadt (Weinstraße) Hauptbahnhof

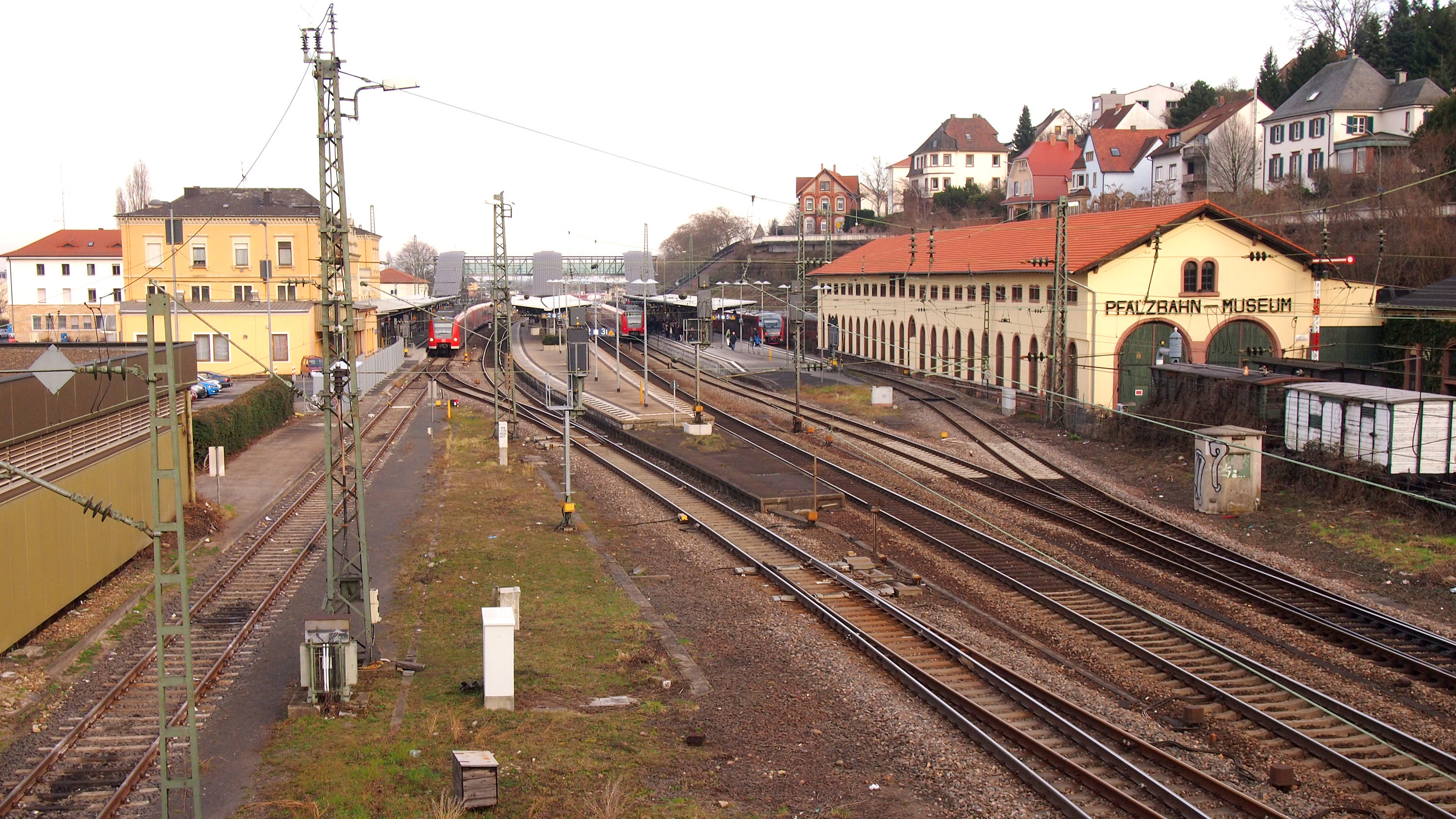
Neustadt (Weinstraße) Hauptbahnhof, Ausgangspunkt der Maximiliansbahn

Ab 1847 war der Bahnhof, der in den ersten Jahrzehnten seines Bestehens die Bezeichnung Neustadt an der Haardt trug, zunächst Endbahnhof der östlichen Ludwigsbahn-Teilstrecke, aus der später die heutige Bahnstrecke Mannheim–Saarbrücken hervorging. Mit Eröffnung der Maximiliansbahn wurde er nach Schifferstadt (1847) und Ludwigshafen (1853) der dritte Eisenbahnknotenpunkt innerhalb der Pfalz. Später kam die Pfälzische Nordbahn hinzu, die zunächst in Bad Dürkheim endete und seit 1873 bis nach Monsheim führt. Für letztere mussten die Bahnanlagen erweitert werden, denen das ursprüngliche Empfangsgebäude weichen musste. Ab dem 12. März 1964 war der Bahnhof elektrifiziert. 2003 wurde der Bahnhof im Zuge der Eingliederung in das Netz der S-Bahn RheinNeckar modernisiert. Sein Empfangsgebäude steht unter Denkmalschutz. Die Züge der Maximiliansbahn verkehren meistens auf Gleis 5 und vereinzelt auf Gleis 4.

### Neustadt (Weinstr.) Süd
Der Haltepunkt Neustadt (Weinstr.) Süd wurde am 19. November 2013 in Betrieb genommen.

### Maikammer-Kirrweiler
Der Haltepunkt und ehemalige Bahnhof Maikammer-Kirrweiler befindet sich auf der Gemarkung von Kirrweiler in einem Gewerbegebiet. Etwa einen Kilometer westlich liegt Maikammer. Ursprünglich lediglich als „Maikammer“ bezeichnet, wurde er 1910 in „Maikammer-Kirrweiler“ umbenannt. In den 1980er Jahren wurde er umgebaut und der Mittel- durch einen Seitenbahnsteig ersetzt. Das Empfangsgebäude entsprach der in der Pfalz üblichen Typenbauweise. Es hat wie die Güterhalle und die Laderampe für den Bahnbetrieb keine Bedeutung mehr. Inzwischen wurde er modernisiert, dabei wurden die Bahnsteige erhöht, sein Umfeld wurde umgestaltet.

### Edenkoben

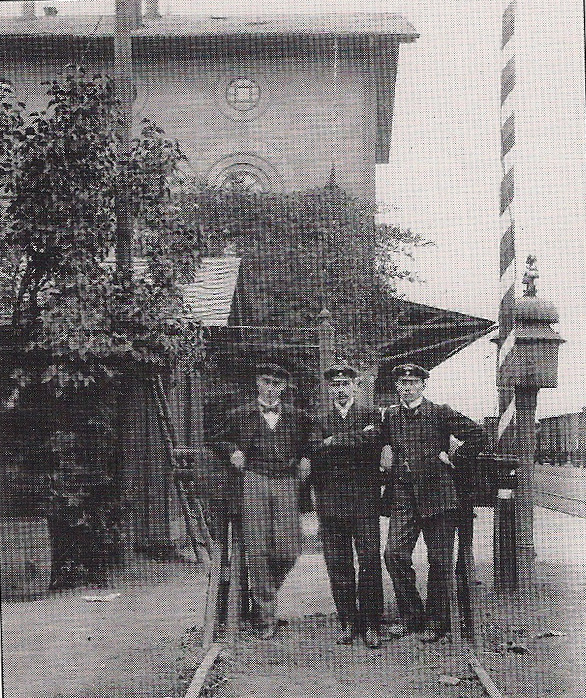
Eisenbahner im Bahnhof Edenkoben um 1900

Der Bahnhof Edenkoben befindet sich am östlichen Rand der Stadt. Entlang des Streckenabschnitts Neustadt – Landau war er stets der bedeutendste Unterwegshalt. Ursprünglich war dort kein Bahnhof vorgesehen, erst als die Stadt dagegen interveniert hatte, wurden die Planungen abgeändert.
Sein ursprüngliches Empfangsgebäude lehnte sich architektonisch an die unweit gelegene Villa Ludwigshöhe an. Es fiel im Januar 1945 in den Kampfhandlungen des Zweiten Weltkriegs der Explosion eines mit Sprengstoff beladenen Militärzuges zum Opfer. Sein Nachfolgebau wurde 1956 fertig gestellt. Um die Jahrtausendwende wurde der Fahrkartenverkauf im Bahnhof eingestellt. Der Güterverkehr ging zur selben Zeit deutlich zurück.
Seit der Inbetriebnahme des Elektronischen Stellwerkes Landau 2010 wird der Bahnhof ferngesteuert. Zeitgleich mit der Modernisierung der Bahnsteige Anfang der 2000er Jahre wurden fast alle Weichen entfernt, so dass der 2009 erneuerte Gleisanschluss zur Arcelor-Mittal ausschließlich an das Streckengleis in Richtung Neustadt angebunden ist. Neben Landau ist er die einzige Station entlang der Strecke mit Güterverkehr.
In der Regel wird er ausschließlich von Regionalbahnen bedient, lediglich in der Hauptverkehrszeit halten dort vereinzelt Züge der Regional-Express-Linie Karlsruhe – Neustadt.

### Edesheim (Pfalz)

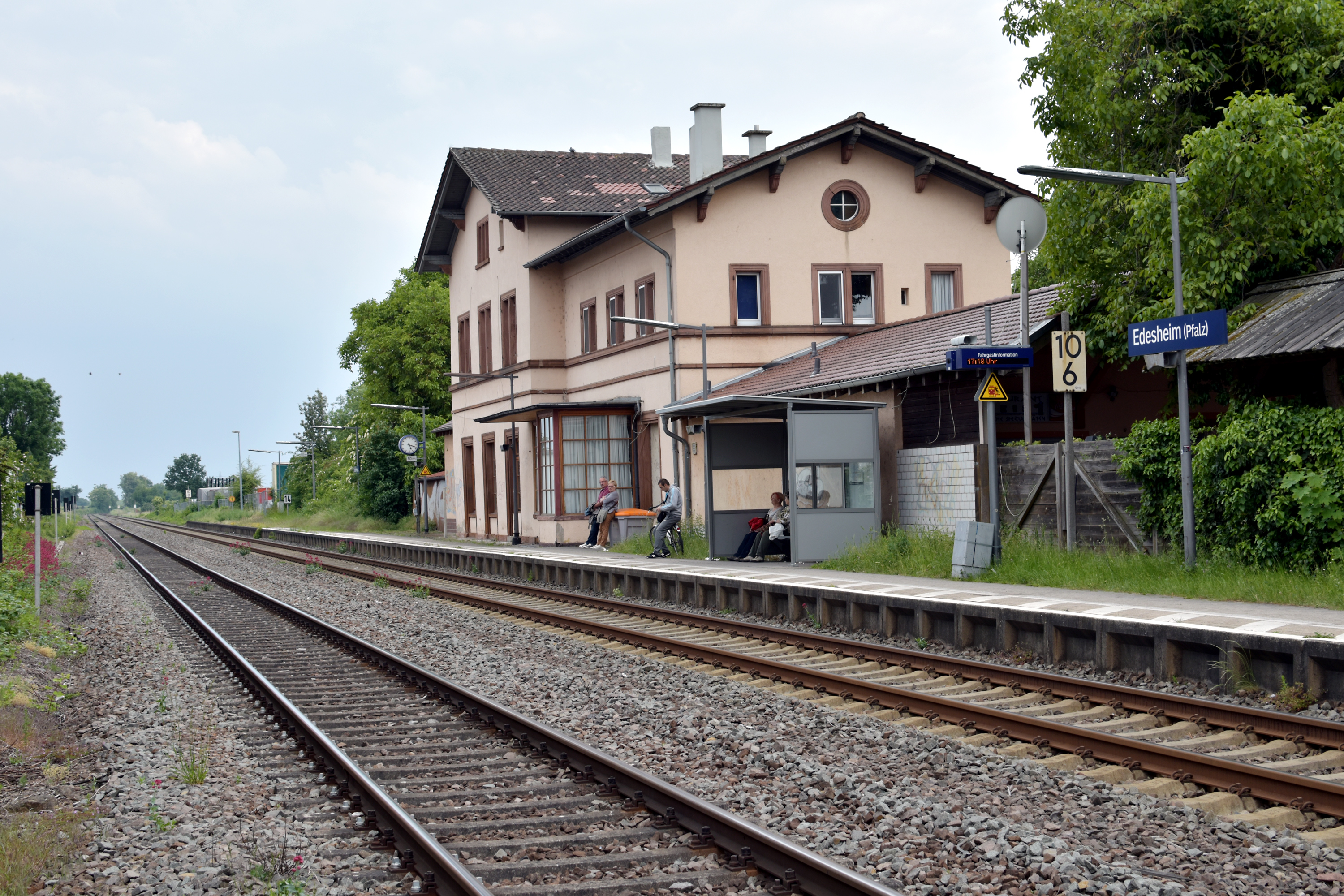
Bahnhof Edesheim

Die Station befindet sich am östlichen Siedlungsrand der Ortsgemeinde Edesheim innerhalb einer lang gezogenen S-Kurve.
Bis in die 1980er Jahre wurde der frühere Bahnhof zuletzt von Landau aus im Güterverkehr bedient. Bei Umbaumaßnahmen wurde der Mittel- durch einen Seitenbahnsteig ersetzt und der Bahnhof als Haltepunkt zurückgebaut. Das frühere Gütergleis wurde abgebaut.
Das Empfangsgebäude entspricht der in der Pfalz üblichen Typenbauweise. Sein Kopfbau ist zur Bahnseite hin giebelständig. Die Fenster haben eine rechteckige Form. Das Bauwerk ist – wie der frühere Güterschuppen – vom Eisenbahnbetrieb freigestellt und wird als Restaurant genutzt.

### Knöringen-Essingen
Der Haltepunkt und ehemalige Bahnhof Knöringen-Essingen befindet sich am östlichen Rand von Knöringen. Unmittelbar östlich davon verläuft die Bundesautobahn 65 parallel zur Bahnstrecke. In den ersten Jahren seines Bestehens trug er die Bezeichnung Knöringen. Später erhielt er aufgrund seiner Bedeutung für die sich östlich anschließende Gemeinde Essingen seinen heutigen Namen. Seit dem 16. April 2010 besitzt er Zwischenblocksignale.
Das frühere Empfangsgebäude ist zur Gleisseite traufständig ausgelegt und mit rechteckigen Fenstern ausgestattet. Später wurde es mit einem Zwerchhaus erweitert. Für den Bahnbetrieb wird es nicht mehr genutzt und dient inzwischen einem örtlichen Unternehmen. Bis in die 1980er Jahre wurde der Bahnhof im Güterverkehr bedient, zuletzt von Landau aus. Der Güterschuppen wurde beim Bau der benachbarten Autobahn abgerissen.

### Abzweigstelle Hartwiesen
Zwischen den Bahnhöfen Knöringen-Essingen und Landau Hauptbahnhof wurde von der Abzweigstelle Hartwiesen eine Verbindungskurve zur Bahnstrecke Germersheim–Landau angelegt, um in der Relation Neustadt (Weinstraße)–Germersheim den Landauer Hauptbahnhof umfahren zu können. Die Verbindungskurve ging mit dem Sommerfahrplan 1941, am 5. Mai 1941, in Betrieb.

### Landau (Pfalz) Hauptbahnhof und Bahnbetriebswerk Landau

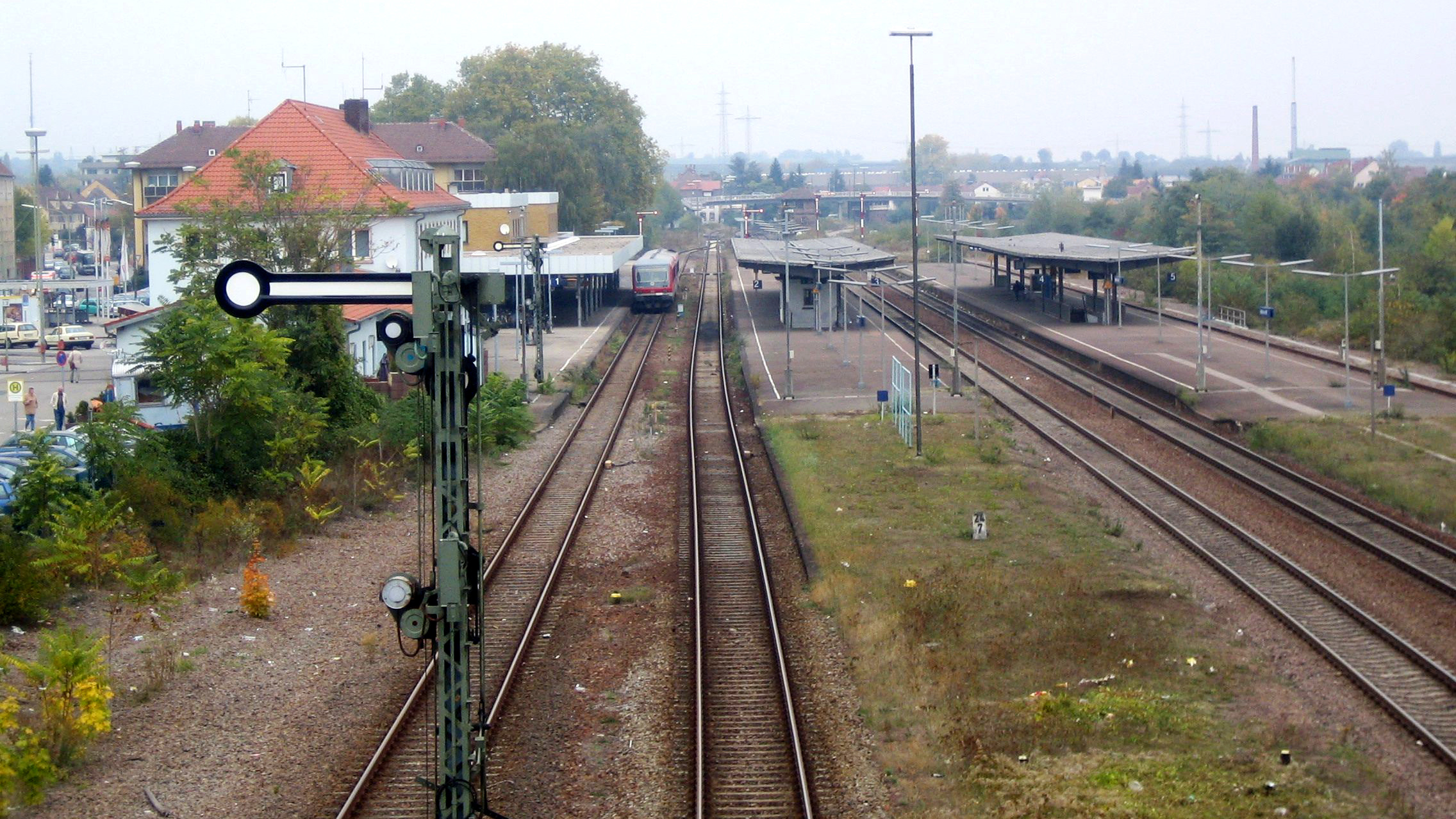
Landau (Pfalz) Hauptbahnhof 2005

Der Landauer Hauptbahnhof hat von allen Zwischenbahnhöfen entlang der historischen Bahnstrecke die größte Bedeutung. Er entstand Mitte 1855 als vorläufiger Endpunkt der Maximiliansbahn. Das erste Empfangsgebäude war aufgrund militärischer Erfordernisse der Festung Landau ursprünglich ein Holzgebäude. 1872 wurde die Bahnstrecke Germersheim–Landau in den Bahnhof eingeführt, die sich zusammen mit der einige Jahre später errichteten Strecke nach Zweibrücken ab 1880 als Teil der Fernverkehrsmagistrale Bruchsal–Saarbrücken entwickelte. Dabei wurden seine Gleisanlagen erweitert und etwas nach Westen verlegt und der Bahnhof erhielt ein neues, nunmehr festes Empfangsgebäude. Letzteres wurde am 24. Dezember 1877 freigegeben.
1898 kam eine Stichstrecke nach Herxheim hinzu, von 1913 bis 1953 führte vom Bahnhofsvorplatz aus mit der Pfälzer Oberlandbahn eine schmalspurige Überlandstraßenbahn nach Neustadt, die mehrere Dörfer abseits der Maximiliansbahn anband. Das zweite Bahnhofsgebäude wurde im Zweiten Weltkrieg zerstört, das jetzige Anfang 1962 in Betrieb genommen. Ab 1984 wurde das seit den 1920er Jahren bestehende, weiter südöstlich gelegene Bahnbetriebswerk Landau stillgelegt und abgebrochen, ebenso verschwand der Landauer Rangierbahnhof.
Der Güterverkehr in das Queichtal kam 1998 komplett zum Erliegen, innerhalb von Landau reduzierte er sich deutlich, auf diese Weise spielt der Bahnhof im Gütertransport nur noch eine untergeordnete Rolle, die einst umfangreichen Gütergleise wurden ab 1990 abgebaut. Von 2009 bis 2014 wurde der Bahnhof und sein Umfeld grundlegend renoviert und barrierefrei ausgebaut.

### Insheim
Der Bahnhof Insheim wurde erst am 15. Dezember 1877 in Betrieb genommen. Mittlerweile ist er betrieblich nur noch ein Haltepunkt. Das frühere Empfangsgebäude dient nicht mehr dem Bahnbetrieb, sondern einem örtlichen Unternehmen. In den 1980er Jahren wurde bei Umbaumaßnahmen der Mittel- durch einen Seitenbahnsteig sowie der Hausbahnsteig am Empfangsgebäude durch einen Bahnsteig jenseits der Straßenkreuzung ersetzt.

### Rohrbach (Pfalz)

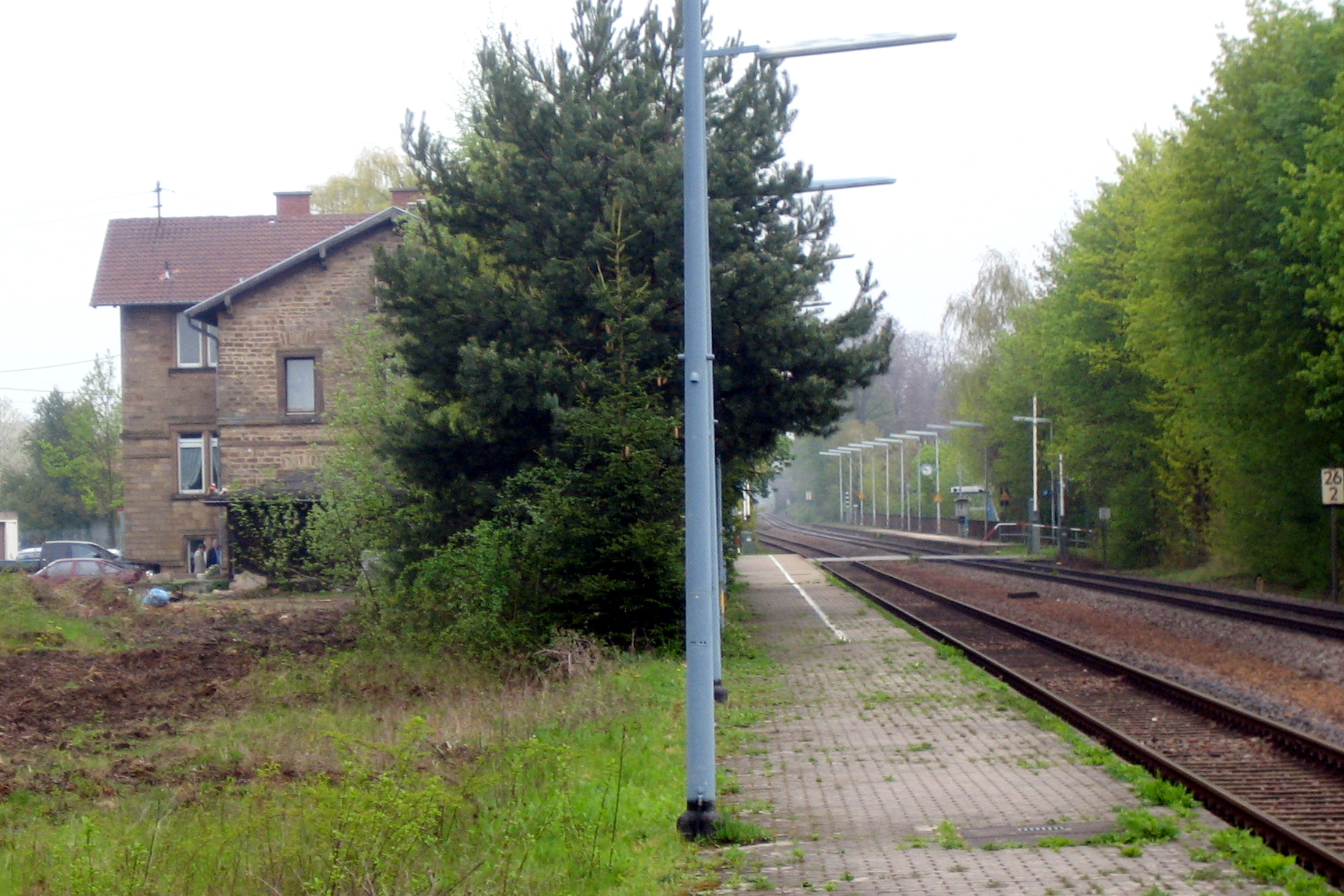
Bahnhof Rohrbach (Pfalz)

Der Bahnhof Rohrbach (Pfalz) befindet sich am östlichen Ortsrand von Rohrbach. In den ersten 22 Jahren seines Bestehens war er der einzige Halt zwischen Landau und Winden. In den ersten Jahrzehnten seines Bestehens trug er die Bezeichnung Rohrbach b. Landau, später wurde er aufgrund seiner Bedeutung für die Gemeinde Steinweiler in Rohrbach-Steinweiler umbenannt. Am 1. Dezember 1892 wurde er Ausgangspunkt der Klingbachtalbahn nach Klingenmünster, die 1957 den Personen- und zehn Jahre später den Güterverkehr einbüßte. Mit der Einstellung des Güterverkehrs und dem Rückbau der Gleisanlagen folgte zusätzlich die Aufgabe des Bahnhofs als Blockstelle, so dass er seither nur noch ein Haltepunkt ist. Seit der Eröffnung des Haltepunktes Steinweiler 1999 führt er die jetzige Bezeichnung. Sein früheres Empfangsgebäude steht unter Denkmalschutz.

### Steinweiler
Der barrierefreie Haltepunkt Steinweiler befindet sich am westlichen Ortsrand von Steinweiler. Unmittelbar südlich davon schließt sich die Brücke über einen Feldweg an. Der Halt wurde im Sommer 1999 oder im Jahr 2000 in Betrieb genommen, nachdem sich die Bebauung der Gemeinde in den 1990er Jahren immer weiter in die Nähe der Bahnstrecke entwickelt hatte. Die Baukosten bezifferten sich auf insgesamt 920.000 Euro. Bereits am 31. Januar 1868 hatte das Bezirksamt Germersheim angeregt, die Gemeinde mit einem Haltepunkt zu versehen, was jedoch keinen Erfolg hatte.

### Winden (Pfalz)

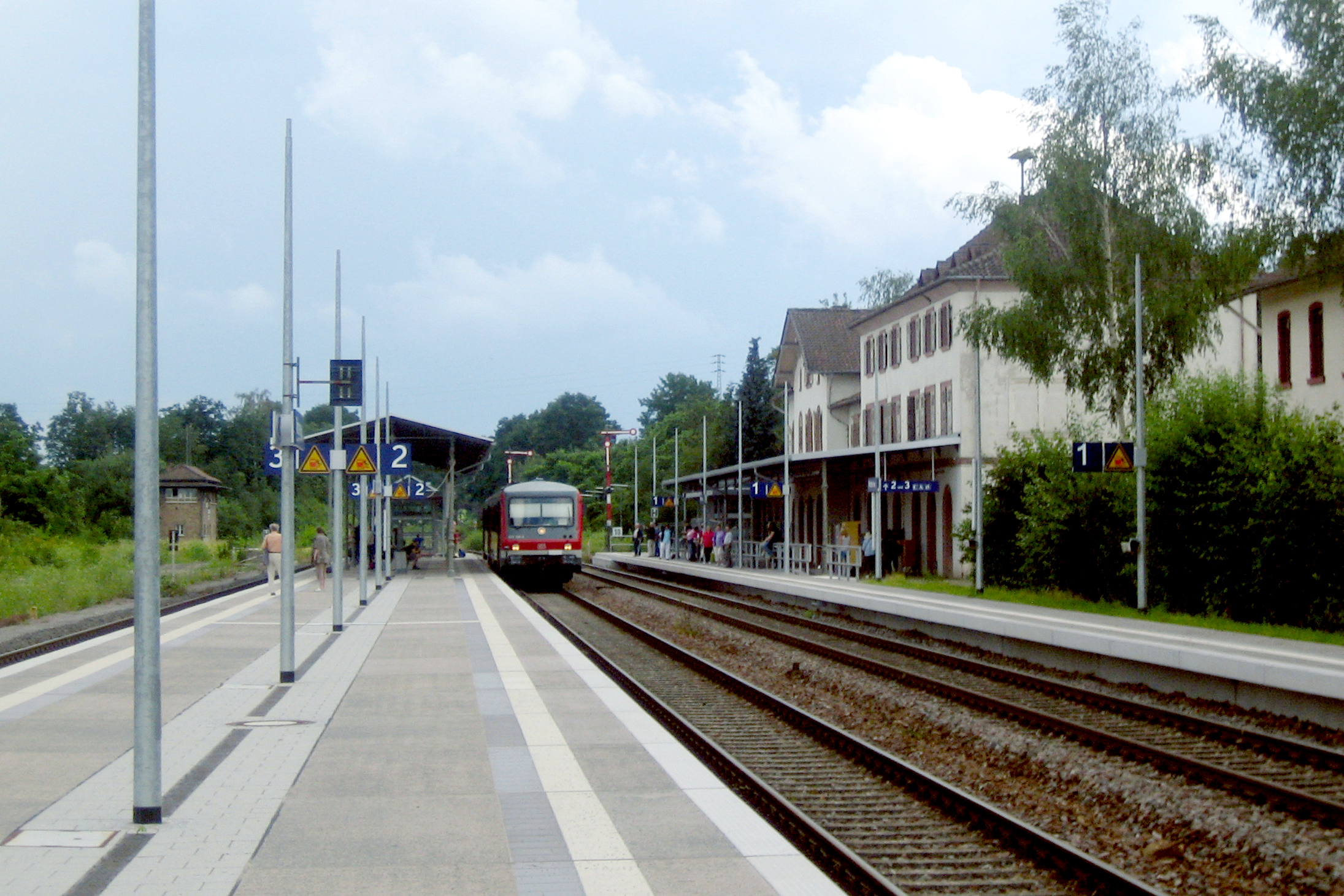
Bahnhof Winden nach seiner Modernisierung 2007

Der Bahnhof Winden (Pfalz) befindet sich am südöstlichen Ortsrand von Winden. Von ihm zweigen die Strecken nach Karlsruhe (seit 1864) und Bad Bergzabern (seit 1870) ab. Dadurch wurde der Bahnhof nach Schifferstadt (1847), Ludwigshafen (1853), Neustadt an der Haardt (1855) und Homburg (1857) der fünfte Eisenbahnknotenpunkt innerhalb der Pfalz.
Der Bahnhof hatte im Güterverkehr vor allem durch die Verladung von Zuckerrüben im Herbst eine große Bedeutung. Im Dezember 1992 wurden die Zuckerrübentransporte eingestellt und die Gütergleise im östlichen Bahnhofsbereich abgebaut.
Im Zeitraum von 2005 bis 2007 wurde der Bahnhof modernisiert. Das Empfangsgebäude steht unter Denkmalschutz. Für den Bahnbetrieb hat es inzwischen keine Bedeutung mehr und bisher keinen neuen Verwendungszweck.

### Schaidt (Pfalz)
Der Bahnhof Schaidt befand sich unweit des südwestlichen Ortsrands von Schaidt, jedoch bereits auf der Gemarkung der Gemeinde Steinfeld, deren Siedlungsgebiet rund zwei Kilometer entfernt liegt. Er hieß zunächst „Schaidt b. Weißenburg“, ab 1910 „Schaidt-Steinfeld“, und wurde, nachdem Steinfeld 1928 einen eigenen Haltepunkt erhalten hatte, in „Schaidt“ umbenannt. In der Folge des Zweiten Weltkriegs war im Bahnhof nur noch ein Gleis befahrbar, der Bahnhof betriebstechnisch also zum Haltepunkt geworden. Erst Mitte 1948 wurde ein Überholungsgleis wieder in Betrieb genommen, 1967 der Bahnhof aber erneut in einen Haltepunkt umgewandelt.
Bei der Reaktivierung des Abschnitts Winden–Wissembourg 1997 wurde der alte Haltepunkt nicht wieder in Betrieb genommen, sondern durch einen wesentlich näher an der Ortsmitte von Schaidt liegenden mit der Bezeichnung „Schaidt (Pfalz)“ ersetzt.

### Steinfeld (Pfalz)
Der Haltepunkt Steinfeld (Pfalz) befindet sich am südlichen Ortsrand von Steinfeld. Er entstand erst 1928 als Bahnhof, nachdem zunächst der Schaidter Bahnhof für diese Gemeinde zuständig war. Er erhielt ein kleines Empfangsgebäude und wurde ausschließlich im Personenverkehr bedient. Die Gemeinde musste 20.000 Reichsmark zu seiner Errichtung beisteuern und sich vertraglich verpflichten, keinen parallelen Kraftwagenverkehr einzurichten. 1967 wurde der Bahnhof in einen Haltepunkt umgewandelt und war nicht mehr besetzt.

### Kapsweyer

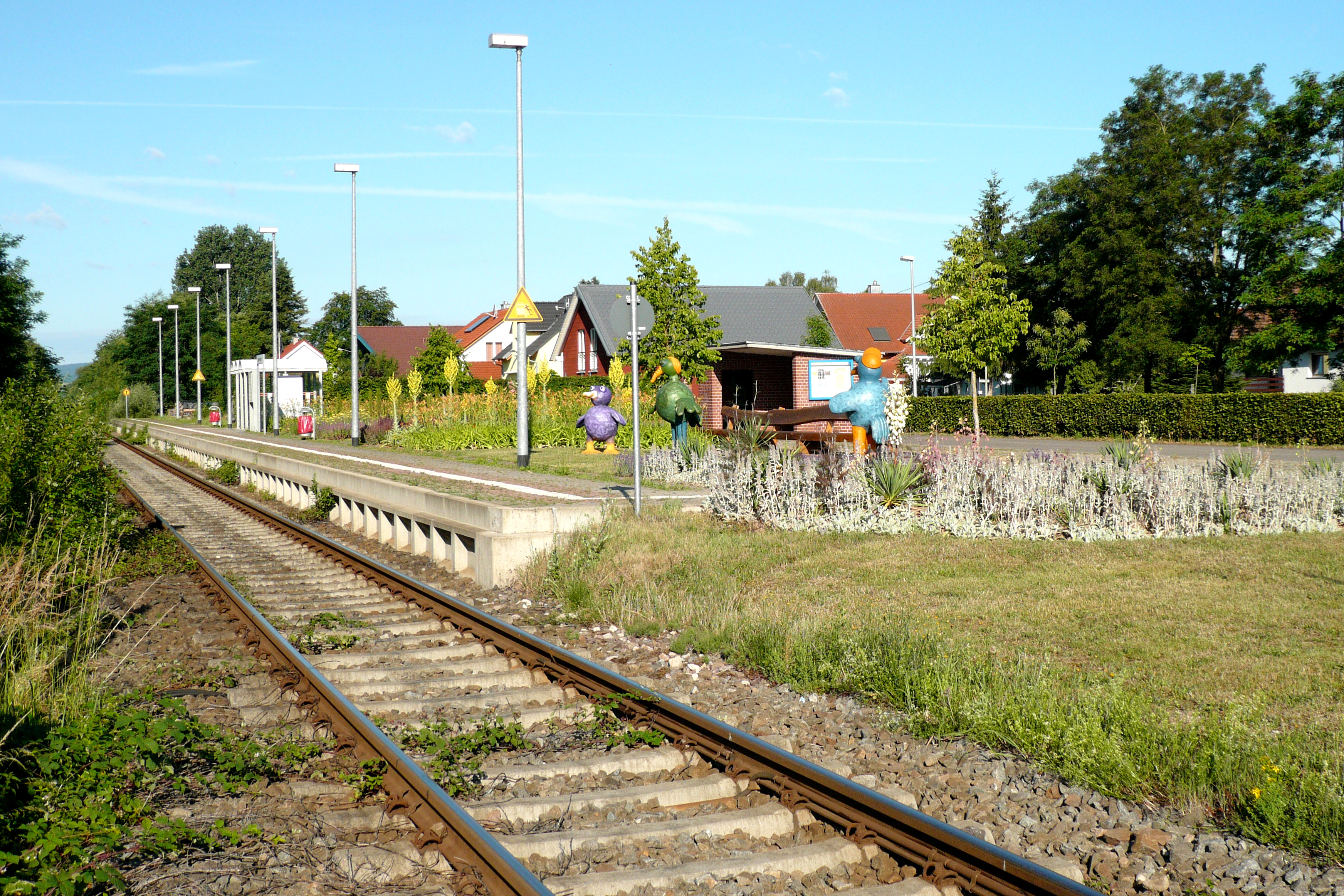
Haltepunkt Kapsweyer

Der heutige Haltepunkt und frühere Bahnhof Kapsweyer befindet sich am südlichen Ortsrand von Kapsweyer. Er entstand um 1875. Nach dem Ersten Weltkrieg erhielt er einen Güterschuppen und ein Zollgebäude, da er durch die Rückgabe von Weißenburg beziehungsweise Wissembourg nach Frankreich entlang der Strecke der letzte Bahnhof innerhalb Deutschlands war. Fortan fanden dort Zollkontrollen für Handgepäck statt.
In den Jahren 1944 und 1945 wurde der Bahnhof bei den Kampfhandlungen des Zweiten Weltkrieges in Mitleidenschaft gezogen, was bis in die Folgejahrzehnte Spuren hinterließ. Trotz der Demontage des zweiten Gleises zwischen Winden und Wissembourg blieben die Gleisanlagen aufgrund seiner Funktion als Grenzbahnhof erhalten.
1967 gab die DB bekannt, das Empfangsgebäude abreißen zu wollen. Obwohl die Gemeinde sich darum bemühte, das gesamte Bahnhofsgelände zu kaufen und dafür entsprechend die Kosten für die Demontage (40.000 DM) zahlen wollte, wurde das Gebäude ein Jahr später mit den übrigen Bauten abgerissen.

### Schweighofen
Der barrierefreie Haltepunkt Schweighofen befindet sich einen Kilometer südlich des Siedlungsgebietes von Schweighofen in der Nähe des örtlichen Flugplatzes und ist der letzte Haltepunkt auf deutschem Terrain. Unmittelbar südlich schließt sich der Bienwald an. Der Haltepunkt wurde erst 1997 im Zuge der Reaktivierung des Streckenabschnittes Winden–Wissembourg eingerichtet und dient vor allem dem Ausflugsverkehr. Im Zuge des Projektes „Lavendel-Linie“ mit Anspruch, die Attraktivität der Haltepunkte im Abschnitt Winden–Wissembourg zu steigern, wurden dort Hasen-Skulpturen aufgestellt.

### Wissembourg

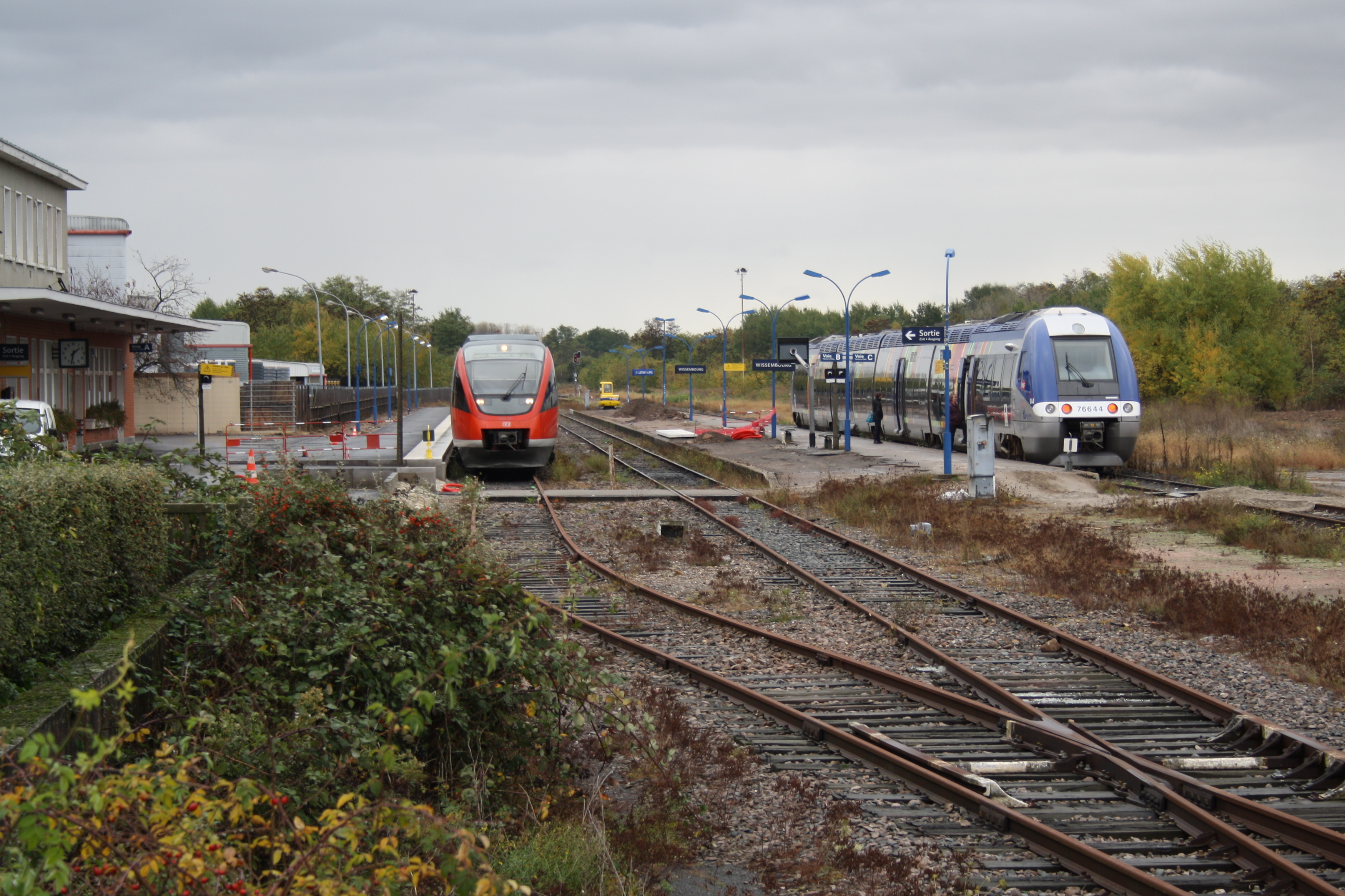
Bahnhof Wissembourg, links ein Zug nach Neustadt, rechts ein TER nach Haguenau und Straßburg

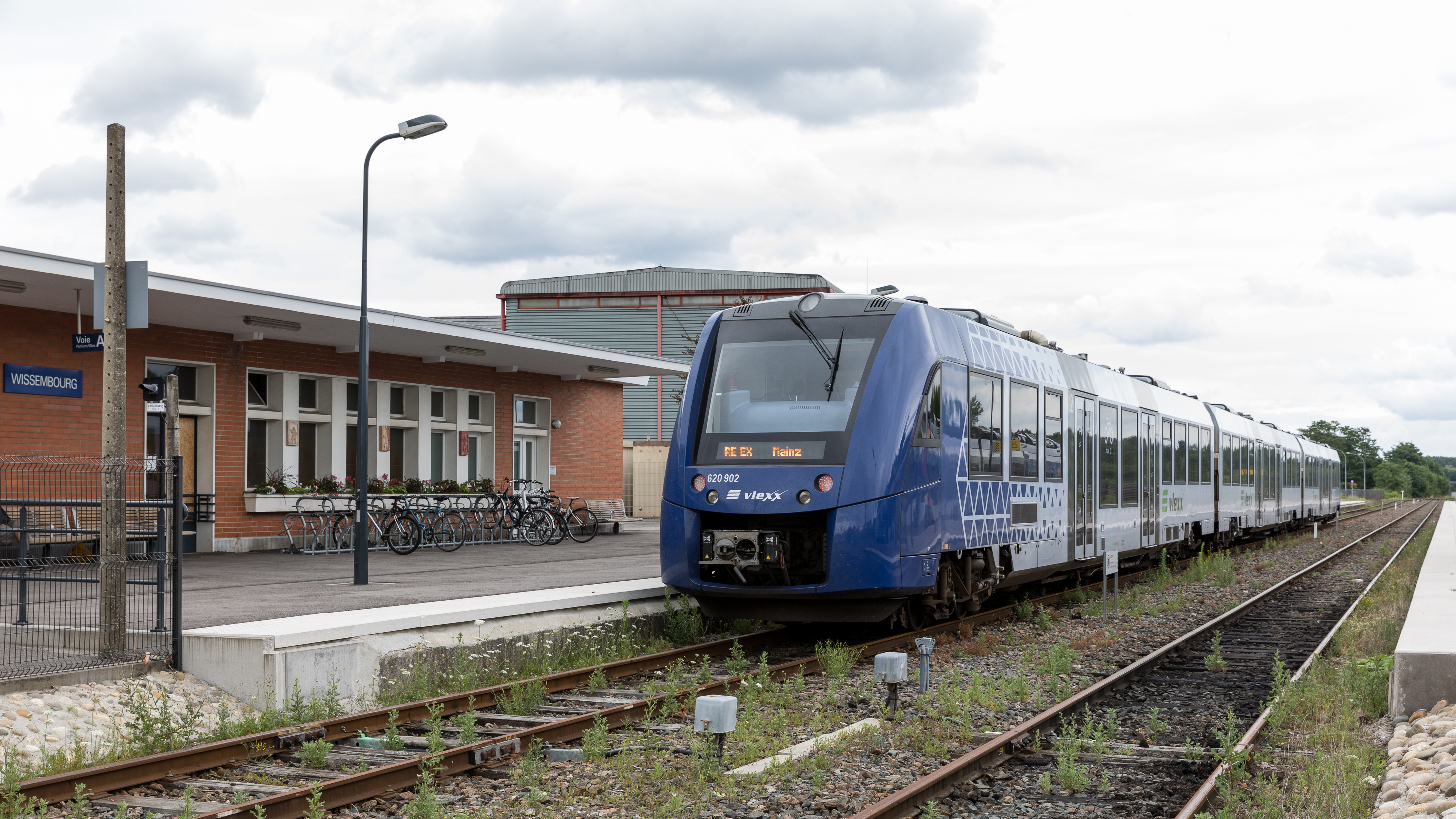
Wissembourg, Elsass-Express (LINT 81) nach Mainz

Der Bahnhof Wissembourg befindet sich am südlichen Stadtrand von Wissembourg. Er wurde am 23. Oktober 1855 als Endbahnhof der Bahnstrecke Vendenheim–Wissembourg eröffnet. Durch die Verlängerung der Maximiliansbahn einen Monat später wurde er Kopfbahnhof. In der Schlacht bei Weißenburg wurden seine Anlagen erheblich in Mitleidenschaft gezogen.
Von 1871 und 1918, als er wie das restliche Elsaß-Lothringen Teil des Deutschen Kaiserreiches war, trug er die Bezeichnung Weißenburg. Da der Kopfbahnhof für den Fernverkehr ein Hindernis darstellte, wurde eine Verbindungskurve zwischen der Maximiliansbahn und der Strecke nach Vendenheim geschaffen. 1900 kam die inzwischen nicht mehr existierende Bahnstrecke Lauterbourg–Wissembourg hinzu. Pläne, den Bahnhof in Richtung Nordwesten durchzubinden, wurden durch die Rückgabe an Frankreich nach dem Ersten Weltkrieg vereitelt. Am 15. Dezember 1944 brannte das Bahnhofsgebäude ab. Sein linker Flügel diente in den beiden Folgejahrzehnten als Provisorium.
Die Strecke nach Lauterbourg verlor 1947 den Personen- und 1958 den Güterverkehr. In der Folgezeit wurde sie abgebaut. 1968 wurde das heutige Empfangsgebäude fertiggestellt. Von 1975 bis 1997 fand lediglich über die Strecke aus Vendenheim Personenverkehr statt. Im Zuge der Streckenreaktivierung wurde im Bahnhofsgebäude ein Geldwechselautomat in Betrieb genommen, um den Fahrkartenverkauf zu erleichtern. Die Züge der Maximiliansbahn halten meistens auf Gleis A am Hausbahnsteig, die französischen Züge am äußersten Gleis C.

## Planungen
Eine Elektrifizierung zwischen Neustadt und Winden soll frühestens 2025 geprüft werden. Das Land Rheinland-Pfalz hat die Maßnahmen für den Bundesverkehrswegeplan 2015 angemeldet.
Am 20. Oktober 2023 beschloss der Deutsche Bundestag, das als ABS Bingen – Hochspeyer, Neustadt – Wörth bezeichnete Vorhaben in den potenziellen Bedarf des Bedarfsplans für die Bundesschienenwege aufzunehmen.

## Unfälle
Während des Regiebetriebes entgleiste am 23. Mai 1923 um 21:45 Uhr bei Insheim der Schnellzug D 103 der Relation Straßburg–Mainz.
Am Morgen des 19. April 2017 versuchte am Bahnhof Edesheim eine 17-Jährige, den Zug nach Landau zu erreichen, und wollte trotz geschlossener Schranken die Bahnstrecke überqueren. Dabei wurde sie von einem entgegenkommenden Zug erfasst und getötet.